# Liste der Mitglieder des Naalakkersuisut seit 1979
Diese Liste enthält alle Personen, die seit Einführung der Hjemmestyre im Jahr 1979 Mitglied der grönländischen Regierung (Naalakkersuisut) waren, sei es als Minister (Naalakkersuisoq) oder als Regierungschef (Formand for Naalakkersuisut). Gefettete Personen gehören der aktuellen Regierung an.

## A
- Arĸalo Abelsen (* 1946), Atassut

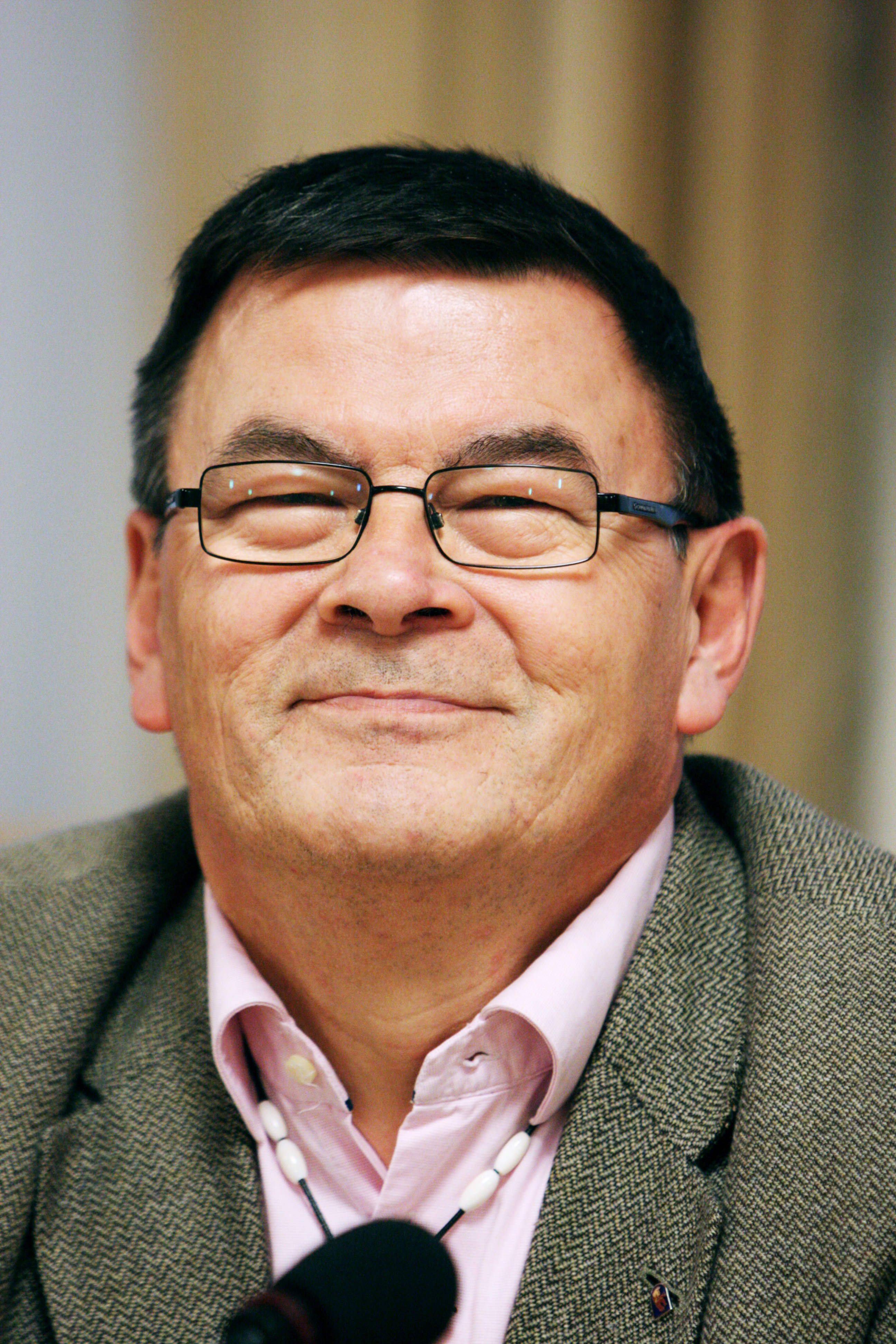
Arĸalo Abelsen (2007)

  - Enoksen II: 20. Januar 2003 – 13. September 2003: Bildung
  - Enoksen V: 1. Mai 2007 – 7. November 2008: Gesundheit und Umwelt
- Emil Abelsen (1943–2005), Siumut
  - Motzfeldt IV: 8. September 1987 – 7. Juni 1988: Wirtschaft und Personal
  - Motzfeldt V: 7. Juni 1988 – 17. März 1991: Wirtschaft, Handel und Verkehr
  - Johansen I: 17. März 1991 – 4. April 1995: Wirtschaft
- Maliina Abelsen (* 1976), Inuit Ataqatigiit
  - Kleist: 12. Juni 2009 – 11. März 2011: Familie
  - Kleist: 11. März 2011 – 5. April 2013: Finanzen
- Martha Abelsen (* 1957), Siumut
  - Kielsen IV: 24. Oktober 2018 – 9. April 2019: Gesundheit, Soziales und Justiz
  - Kielsen V: 9. April 2019 – 29. Mai 2020: Gesundheit, Soziales und Justiz
  - Kielsen VI: 29. Mai 2020 – 8. Februar 2021: Soziales, Familie und Justiz
  - Kielsen VI: 8. Februar 2021 – 23. April 2021: Soziales, Familie, Justiz und Gesundheit (interim)
- Anders Andreassen (* 1944), Siumut
  - Motzfeldt I: 7. Mai 1979 – 2. Mai 1983: Dörfer

## B
- Ane Lone Bagger (* 1966), Siumut

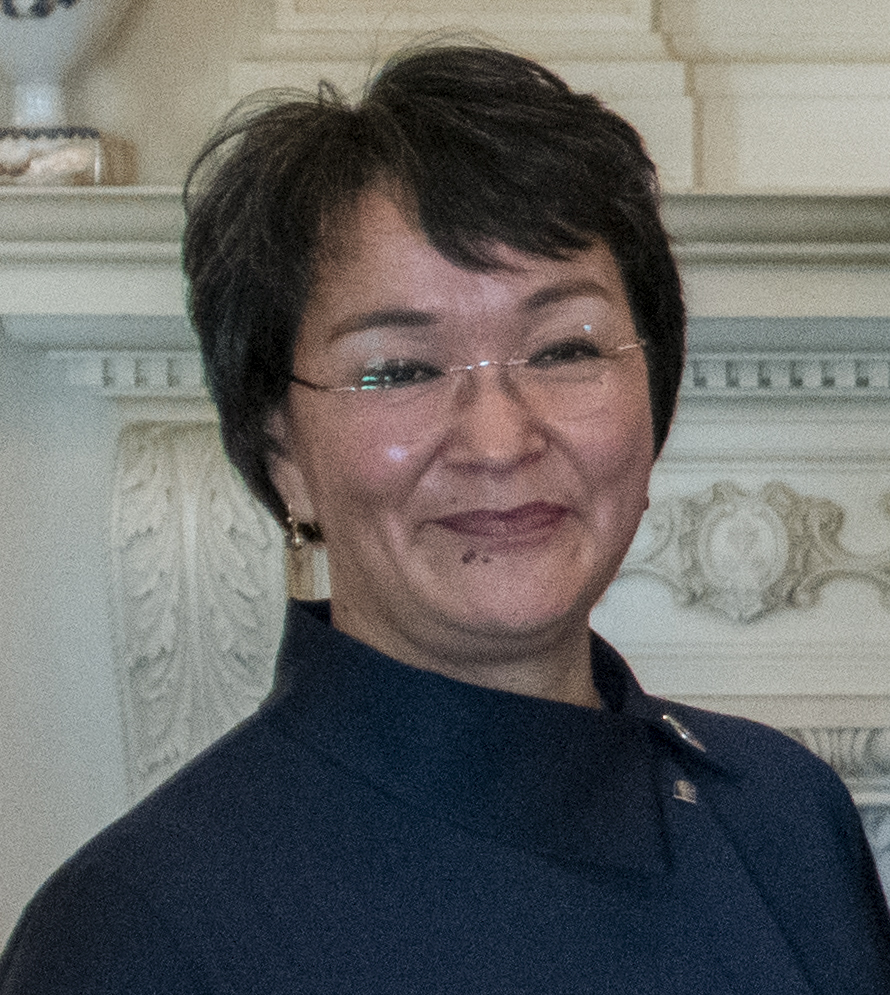
Ane Lone Bagger (2019)

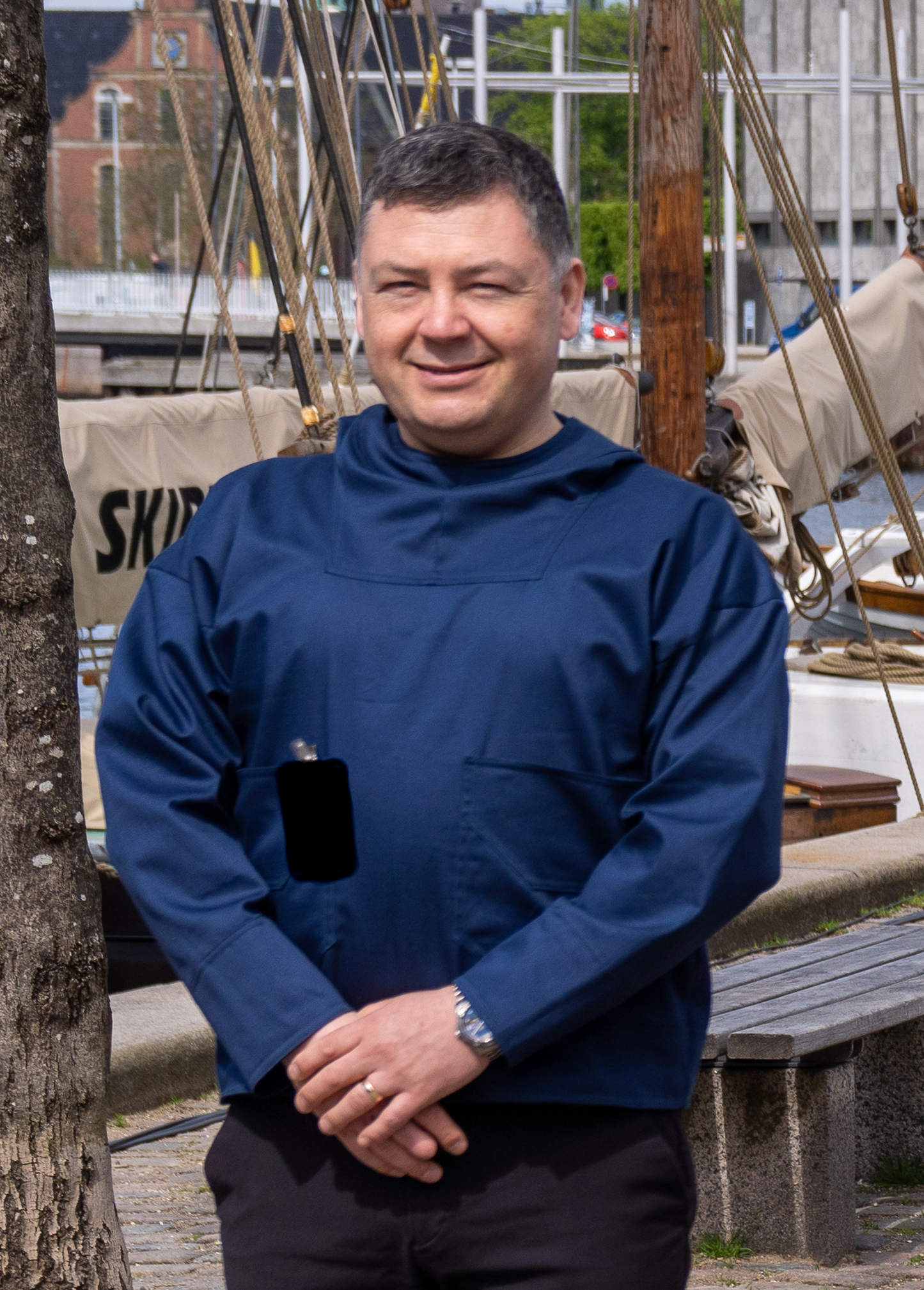
Pele Broberg (2021)

  - Kielsen IV: 5. Oktober 2018 – 9. April 2019: Bildung, Kultur, Kirche und Äußeres
  - Kielsen V: 9. April 2019 – 29. Mai 2020: Bildung, Kultur, Kirche und Äußeres
  - Kielsen VI: 29. Mai 2020 – 31. Juli 2020: Bildung, Kultur und Kirche
- Ove Karl Berthelsen (* 1954), Inuit Ataqatigiit
  - Kleist: 12. Juni 2009 – 11. März 2011: Erwerb, Rohstoffe und Nahrungsmittelkontrolle
  - Kleist: 11. März 2011 – 5. April 2013: Rohstoffe und Erwerb
- Per Berthelsen (* 1950), Siumut
  - Enoksen V: 26. September 2008 – 12. Juni 2009: Finanzen und Äußeres
- Peter Borg (* 19??), Demokraatit
  - Nielsen: 7. April 2025 – : Fischerei, Jagd und Selbstversorgung
- Pele Broberg (* 1972), Naleraq
  - Kielsen III: 15. Mai 2018 – 9. September 2018: Finanzen
  - Egede I: 23. April 2021 – 27. September 2021: Äußeres, Handel, Klima und Erwerb
  - Egede I: 27. September 2021 – 5. April 2022: Handel und Erwerb

## C
- Palle Christiansen (* 1973), Demokraatit

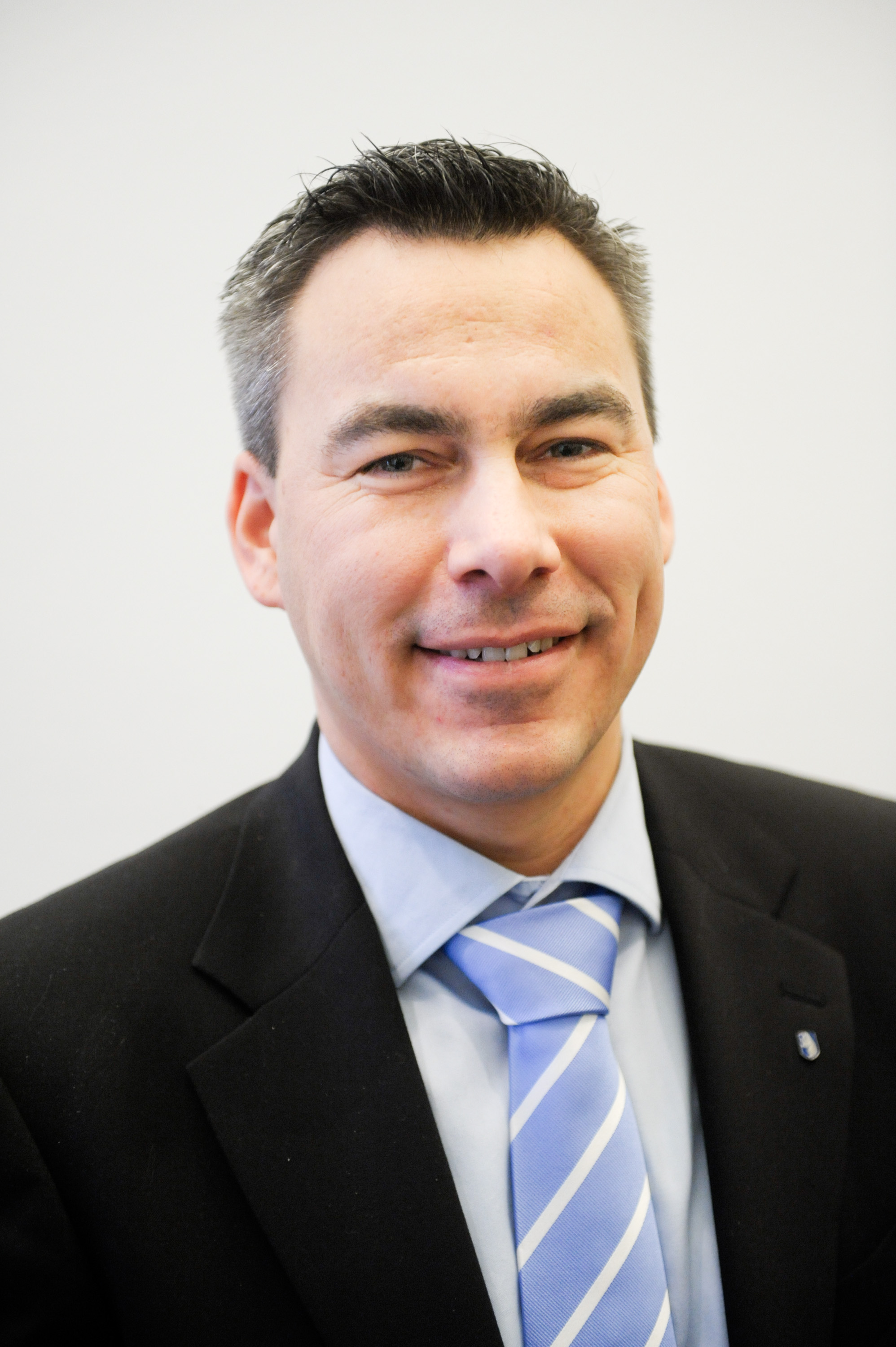
Palle Christiansen (2010)

  - Kleist: 12. Juni 2009 – 11. März 2011: Finanzen und Nordische Zusammenarbeit
  - Kleist: 11. März 2011 – 5. April 2013: Bildung, Forschung und Nordische Angelegenheiten
- Thue Christiansen (1940–2022), Siumut
  - Motzfeldt I: 7. Mai 1979 – 2. Mai 1983: Kultur

## D
- Karl Frederik Danielsen (* 1971), Siumut
  - Kielsen IV: 29. November 2018 – 9. April 2019: Wohnungswesen und Infrastruktur
  - Kielsen V: 9. April 2019 – 10. April 2019: Wohnungswesen, Infrastruktur, Wirtschaft und Energie (interim)
  - Kielsen V: 10. April 2019 – 29. Mai 2020: Wohnungswesen und Infrastruktur
  - Kielsen VI: 29. Mai 2020 – 23. April 2021: Wohnungswesen und Infrastruktur
  - Kielsen VI: 31. Juli 2020 – 5. November 2020: Wohnungswesen, Infrastruktur, Bildung, Kultur und Kirche (interim)
- Agnethe Davidsen (1947–2007), Siumut
  - Motzfeldt II: 2. Mai 1983 – 17. Juni 1984: Soziales
- Ole Dorph (* 1955), Siumut
  - Motzfeldt VII: 24. September 2001 – 7. Dezember 2001: Soziales und Arbeitsmarkt
  - Motzfeldt VIII: 7. Dezember 2001 – 14. Dezember 2002: Soziales und Arbeitsmarkt

## E

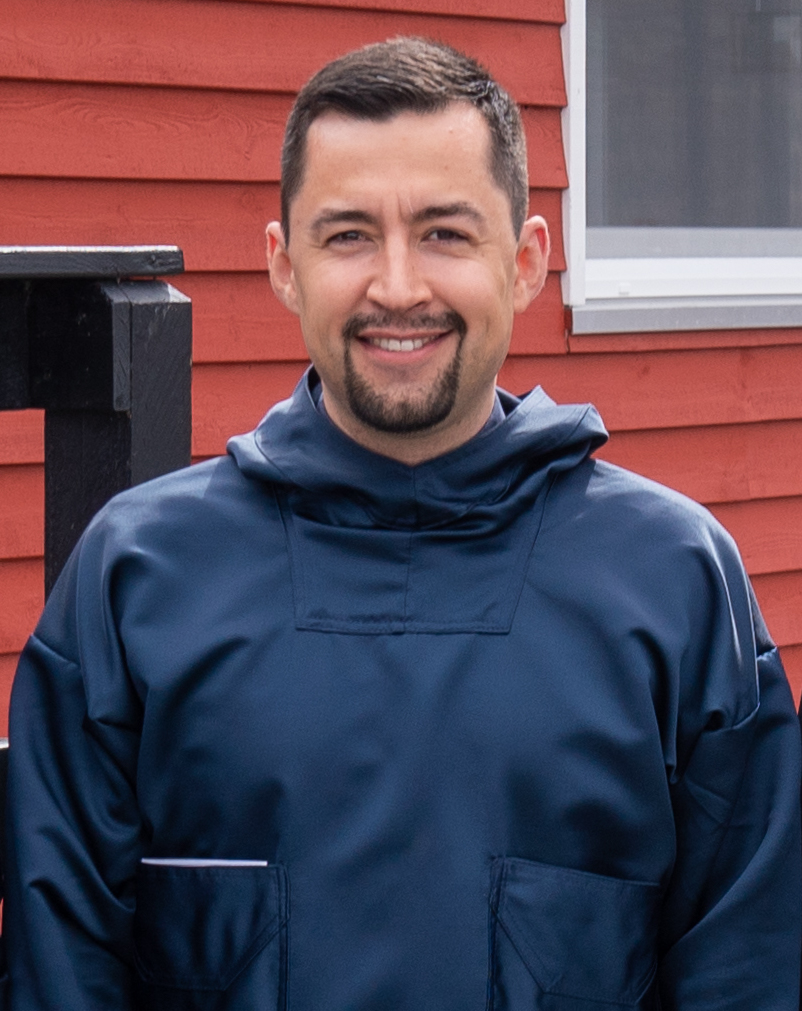
Múte B. Egede (2021)

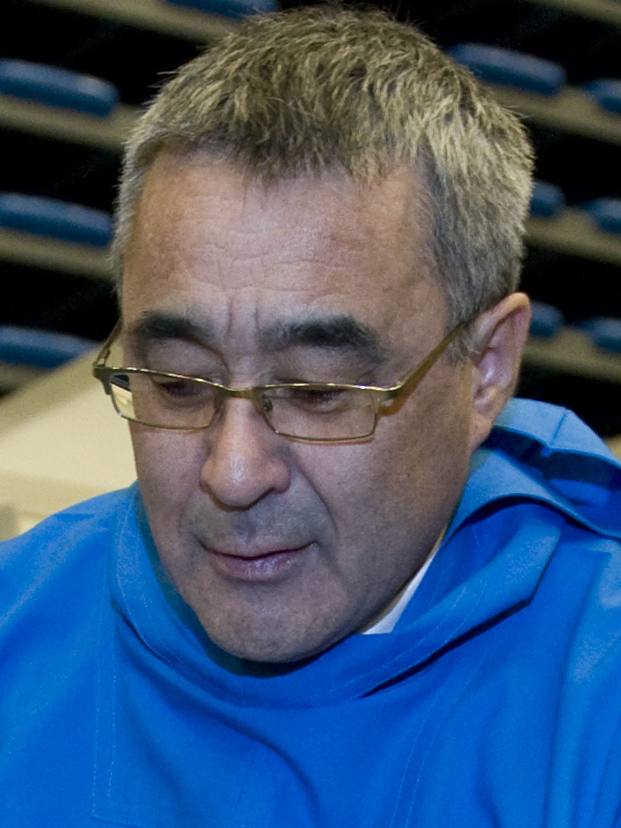
Hans Enoksen (2008)

- Aqqaluaq B. Egede (* 1981), Inuit Ataqatigiit
  - Kielsen II: 27. Oktober 2016 – 15. Mai 2018: Finanzen und Steuern
  - Egede I: 23. April 2021 – 5. April 2022: Fischerei und Jagd
  - Egede II: 5. April 2022 – 5. Juni 2023: Rohstoffe und Justiz
  - Egede II: 5. Juni 2023 – 25. September 2023: Bildung, Kultur, Sport, Kirche, Kinder, Jugendliche und Familie
  - Egede II: 25. September 2023 – 7. April 2025: Kinder und Jugendliche, Bildung, Kultur, Sport und Kirche
  - Nielsen: 7. April 2025 – : Wohnungswesen und Infrastruktur
- Kaj Egede (1951–2013), Siumut
  - Motzfeldt IV: 9. Juni 1987 – 7. Juni 1988: Dörfer und Außendistrikte
  - Motzfeldt V: 7. Juni 1988 – 17. März 1991: Fischerei, Industrie und Außendistrikte
  - Johansen I: 17. März 1991 – 19. Mai 1992: Fischerei, Industrie und Außendistrikte
- Múte B. Egede (* 1987), Inuit Ataqatigiit
  - Kielsen II: 27. Oktober 2016 – 15. Mai 2018: Rohstoffe
  - Kielsen II: 27. Januar 2017 – 24. April 2017: Rohstoffe, Kommunen, Dörfer, Infrastruktur und Wohnungswesen (interim)
  - Egede I: 23. April 2021 – 27. September 2021: Regierungschef
  - Egede I: 27. September 2021 – 5. April 2022: Regierungschef und Äußeres und Klima
  - Egede II: 5. April 2022 – 7. April 2025: Regierungschef
  - Egede II: 30. Mai 2023 – 5. Juni 2023: Regierungschef und Bildung, Kultur, Sport und Kirche (interim)
  - Egede II: 22. September 2023 – 25. September 2023: Regierungschef und Fischerei, Jagd und Gesundheit (interim)
  - Nielsen: 7. April 2025 – : Finanzen und Steuern
- Hans Enoksen (* 1956), Siumut (bis 2014), Naleraq (ab 2014)
  - Motzfeldt VII: 24. September 2001 – 7. Dezember 2001: Fischerei und Jagd
  - Motzfeldt VIII: 7. Dezember 2001 – 14. Dezember 2002: Fischerei, Jagd und Dörfer
  - Enoksen I: 14. Dezember 2002 – 20. Januar 2003: Regierungschef
  - Enoksen II: 20. Januar 2003 – 13. September 2003: Regierungschef
  - Enoksen III: 13. September 2003 – 15. April 2005: Regierungschef
  - Enoksen III: 15. Dezember 2003 – 19. Januar 2004: Regierungschef und Wohnungswesen, Infrastruktur und Umwelt (interim)
  - Enoksen III: 15. April 2005 – 26. Juni 2005: Regierungschef und Selvstyre und Rohstoffe (interim)
  - Enoksen III: 26. Juni 2005 – 23. August 2005: Regierungschef und Selvstyre, Rohstoffe, Wohnungswesen, Infrastruktur und Umwelt (interim)
  - Enoksen III: 23. August 2005 – 1. Dezember 2005: Regierungschef und Selvstyre, Rohstoffe, Wohnungswesen, Infrastruktur, Umwelt, Fischerei und Jagd (interim)
  - Enoksen IV: 1. Dezember 2005 – 1. Mai 2007: Regierungschef
  - Enoksen V: 1. Mai 2007 – 30. Mai 2007: Regierungschef
  - Enoksen V: 30. Mai 2007 – 18. Juni 2007: Regierungschef und Finanzen (interim)
  - Enoksen V: 18. Juni 2007 – 12. Juni 2009: Regierungschef und Justiz
  - Enoksen V: 22. September 2008 – 26. September 2008: Regierungschef und Justiz, Finanzen und Äußeres (interim)
  - Kielsen II: 27. Oktober 2016 – 24. April 2017: Fischerei und Jagd
  - Kielsen II: 24. April 2017 – 15. Mai 2018: Erwerb, Arbeitsmarkt, Handel und Energie
- Randi Vestergaard Evaldsen (* 1984), Demokraatit
  - Kielsen I: 3. November 2015 – 2. Februar 2016: Erwerb, Arbeitsmarkt und Handel (interim)
  - Kielsen I: 2. Februar 2016 – 27. Oktober 2016: Finanzen und Rohstoffe

## F
- Kirsten Fencker (* 1979), Naleraq

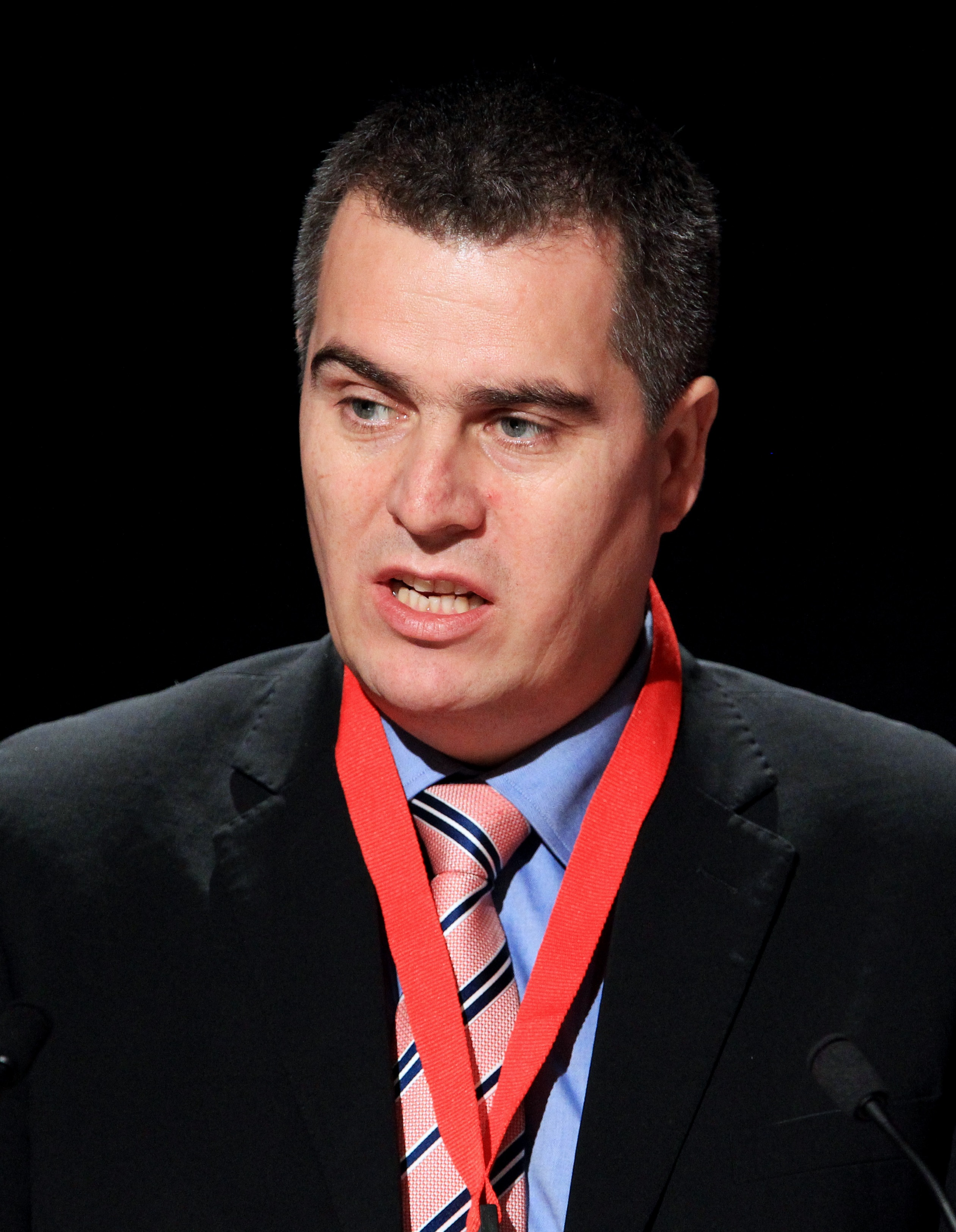
Jens B. Frederiksen (2010)

  - Egede I: 23. April 2021 – 5. April 2022: Gesundheit
- Agathe Fontain (* 1951), Inuit Ataqatigiit
  - Enoksen IV: 15. November 2006 – 1. Mai 2007: Gesundheit und Umwelt
  - Kleist: 12. Juni 2009 – 5. April 2013: Gesundheit
  - Kielsen II: 27. Oktober 2016 – 15. Mai 2018: Gesundheit und Nordische Zusammenarbeit
  - Egede II: 25. September 2023 – 7. April 2025: Gesundheit
- Anthon Frederiksen (* 1953), Kattusseqatigiit Partiiat (bis 2014), Naleraq (ab 2014)
  - Kleist: 12. Juni 2009 – 11. März 2011: Inneres
  - Kleist: 11. März 2011 – 5. April 2013: Inneres und Justiz
  - Kielsen III: 15. Mai 2018 – 9. September 2018: Soziales und Justiz
- Jens B. Frederiksen (* 1967), Demokraatit
  - Kleist: 12. Juni 2009 – 11. März 2011: Wohnungswesen, Infrastruktur und Verkehr
  - Kleist: 11. März 2011 – 5. April 2013: Wohnungswesen, Infrastruktur und Klima
- Katti Frederiksen (* 1982), Siumut
  - Kielsen VI: 5. November 2020 – 23. April 2021: Bildung, Kultur und Kirche
- Rasmus Frederiksen (* 1971), Siumut
  - Enoksen III: 9. November 2004 – 23. August 2005: Fischerei und Jagd
- Suka K. Frederiksen (1965–2020), Siumut
  - Kielsen II: 27. Oktober 2016 – 24. April 2017: Unabhängigkeit, Umwelt, Natur und Landwirtschaft
  - Kielsen II: 24. April 2017 – 15. Mai 2018: Unabhängigkeit, Äußeres und Landwirtschaft

## G
- Edvard Geisler (* 1957), Atassut
  - Motzfeldt VIII: 7. Dezember 2001 – 14. Dezember 2002: Gesundheit und Umwelt

## H
- Aleqa Hammond (* 1965), Siumut

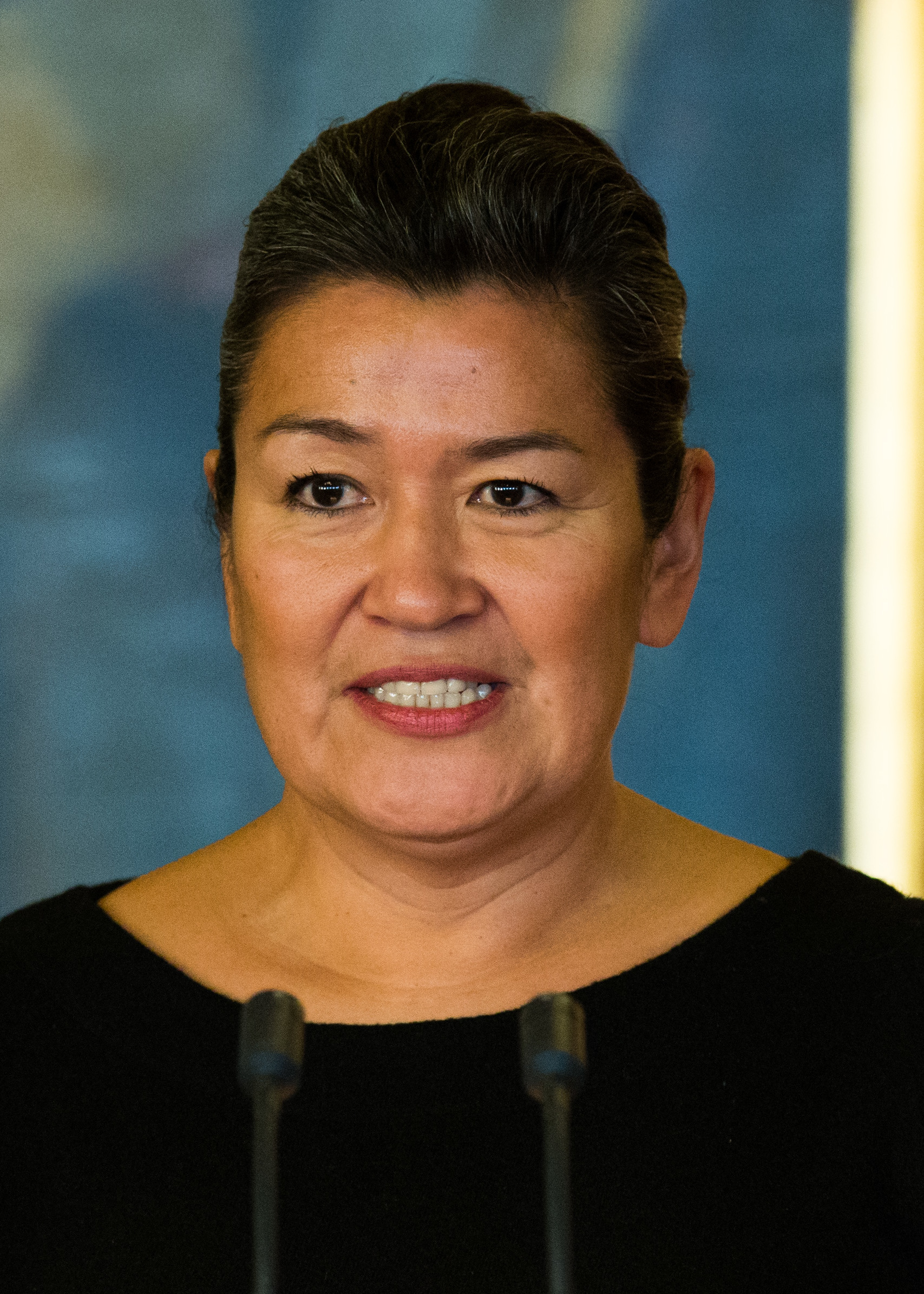
Aleqa Hammond (2013)

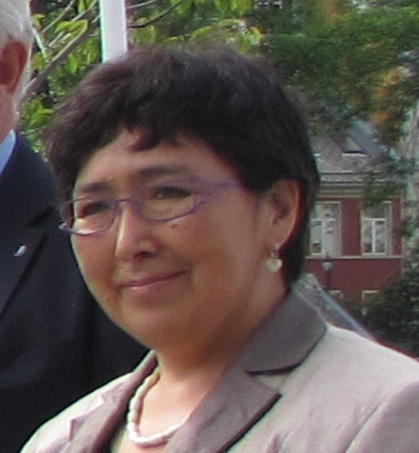
Ane Hansen (2012)

  - Enoksen IV: 1. Dezember 2005 – 1. Mai 2007: Familie und Justiz
  - Enoksen V: 1. Mai 2007 – 30. Mai 2007: Familie und Justiz
  - Enoksen V: 30. Mai 2007 – 18. Juni 2007: Familie, Justiz und Äußeres (interim)
  - Enoksen V: 18. Juni 2007 – 22. September 2008: Finanzen und Äußeres
  - Hammond I: 5. April 2013 – 5. November 2013: Regierungschefin
  - Hammond II: 5. November 2013 – 1. Oktober 2014: Regierungschefin
  - Hammond II: 6. Januar 2014 – 27. Januar 2014: Regierungschefin und Fischerei, Jagd und Landwirtschaft (interim)
- Ane Hansen (* 1961), Inuit Ataqatigiit
  - Kleist: 12. Juni 2009 – 11. März 2011: Fischerei, Jagd und Landwirtschaft
  - Kleist: 11. März 2011 – 5. April 2013: Fischerei, Jagd, Landwirtschaft und Veterinäraufsicht
- Paaviaaraq Heilmann (* 1958), Siumut
  - Johansen II: 4. April 1995 – 19. September 1997: Fischerei, Jagd und Landwirtschaft
  - Motzfeldt VI: 19. September 1997 – 21. Februar 1999: Fischerei, Jagd, Erwerb und Landwirtschaft
- Ruth Heilmann (* 1945), Siumut
  - Enoksen I: 14. Dezember 2002 – 20. Januar 2003: Bildung
  - Enoksen II: 20. Januar 2003 – 13. September 2003: Familie und Gesundheit
- Siverth K. Heilmann (* 1953), Atassut
  - Enoksen IV: 1. Dezember 2005 – 15. November 2006: Erwerb, Landwirtschaft und Arbeitsmarkt
  - Enoksen IV: 15. November 2006 – 1. Mai 2007: Erwerb, Arbeitsmarkt und Berufsbildung
  - Enoksen IV: 15. Januar 2007 – 9. März 2007: Erwerb, Arbeitsmarkt, Berufsbildung, Wohnungswesen, Infrastruktur und Rohstoffe (interim)
  - Enoksen V: 1. Mai 2007 – 12. Juni 2009: Erwerb, Arbeitsmarkt und Berufsbildung
  - Hammond II: 5. November 2013 – 1. Oktober 2014: Wohnungswesen
  - Kielsen IV: 5. Oktober 2018 – 9. April 2019: Natur, Umwelt und Forschung
- Stephen Heilmann (1941–2019), Siumut
  - Motzfeldt II: 2. Mai 1983 – 17. Juni 1984: Kultur und Bildung
  - Motzfeldt III: 17. Juni 1984 – 9. Juni 1987: Kirche, Kultur und Bildung
- Eqaluk Høegh (* 1991/92), Inuit Ataqatigiit
  - Egede I: 23. April 2021 – 18. Juni 2021: Kinder, Jugendliche, Familie und Justiz
  - Egede I: 18. Juni 2021 – 27. August 2021: Kinder, Jugendliche und Familie (bis zum 6. August interim)

## I
- Jens Immanuelsen (* 1960), Siumut
  - Kielsen V: 10. April 2019 – 29. Mai 2020: Fischerei, Jagd und Landwirtschaft
  - Kielsen VI: 29. Mai 2020 – 23. April 2021: Fischerei, Jagd und Landwirtschaft
- Hans Iversen (* 1940), Siumut
  - Johansen I: 19. Mai 1992 – 4. April 1995: Fischerei, Jagd und Landwirtschaft

## J

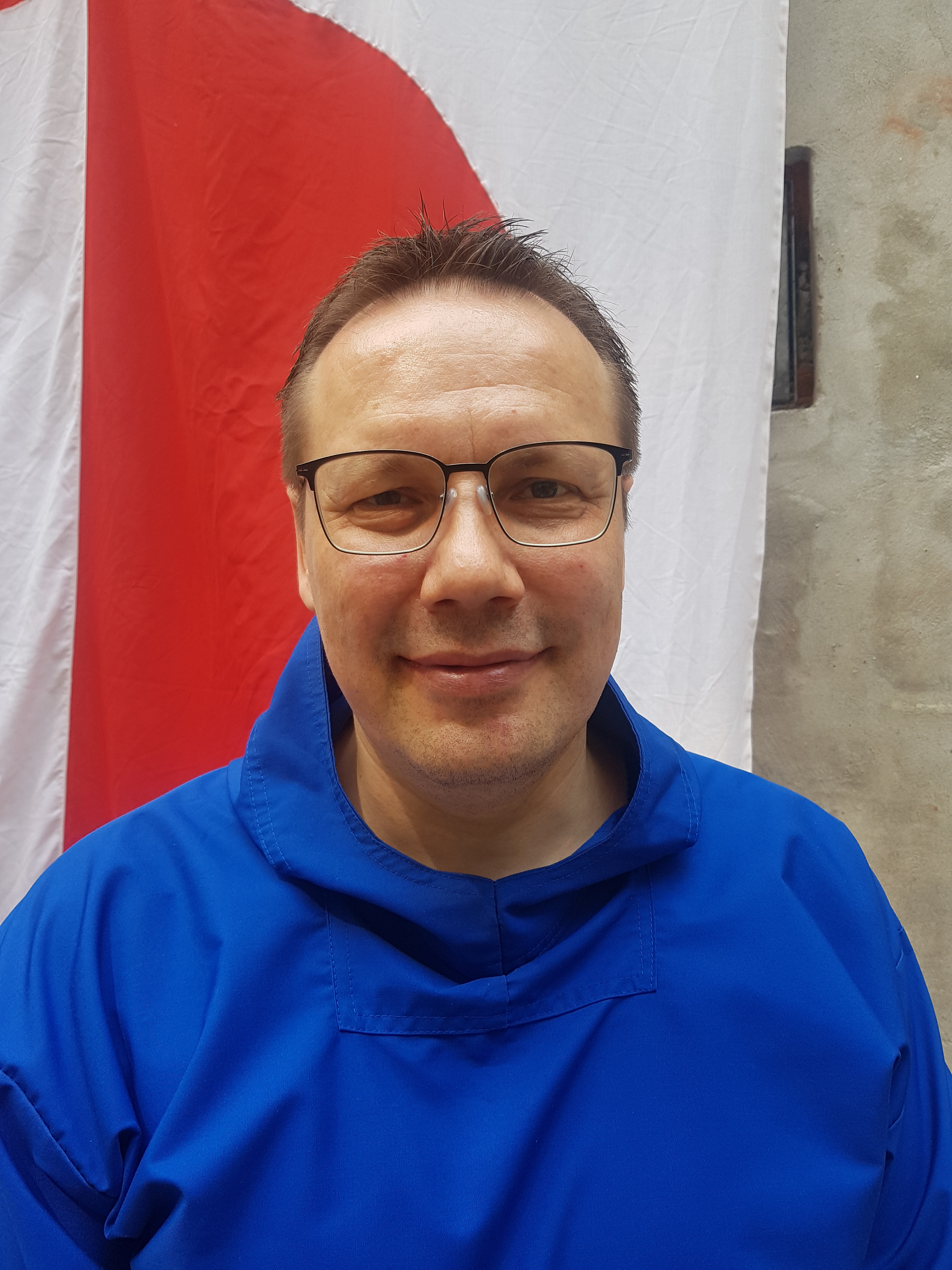
Erik Jensen (2023)

- Alfred Jakobsen (1958–2021), Inuit Ataqatigiit
  - Motzfeldt VII: 21. Februar 1999 – 24. September 2001: Gesundheit, Umwelt, Natur und Kirche
  - Motzfeldt VII: 24. September 2001 – 7. Dezember 2001: Gesundheit und Umwelt
- Doris Jakobsen/Doris J. Jensen (* 1978), Siumut
  - Enoksen IV: 1. Dezember 2005 – 15. November 2006: Kultur, Bildung, Forschung und Kirche
  - Kielsen I: 12. Dezember 2014 – 27. Oktober 2016: Gesundheit und Nordische Angelegenheiten
  - Kielsen II: 27. Oktober 2016 – 15. Mai 2018: Bildung, Kultur, Forschung und Kirche
  - Kielsen III: 15. Mai 2018 – 10. September 2018: Gesundheit und Forschung
  - Kielsen III: 10. September 2018 – 5. Oktober 2018: Gesundheit, Forschung, Soziales und Justiz (interim)
  - Kielsen IV: 5. Oktober 2018 – 17. Oktober 2018: Gesundheit, Soziales und Justiz
- Erik Jensen (* 1975), Siumut
  - Kielsen II: 24. April 2017 – 15. Mai 2018: Kommunen, Dörfer, Außendistrikte, Infrastruktur und Wohnungswesen
  - Kielsen III: 15. Mai 2018 – 3. Oktober 2018: Fischerei, Jagd und Landwirtschaft
  - Kielsen III: 3. Oktober 2018 – 5. Oktober 2018: Fischerei, Jagd, Landwirtschaft, Bildung, Kultur und Kirche (interim)
  - Kielsen IV: 5. Oktober 2018 – 9. April 2019: Rohstoffe und Arbeitsmarkt
  - Kielsen IV: 17. Oktober 2018 – 24. Oktober 2018: Rohstoffe, Arbeitsmarkt, Gesundheit, Soziales und Justiz (interim)
  - Kielsen IV: 5. November 2018 – 1. März 2019: Rohstoffe, Arbeitsmarkt, Natur, Umwelt und Forschung (interim)
  - Kielsen V: 9. April 2019 – 10. April 2019: Rohstoffe, Arbeitsmarkt, Fischerei, Jagd und Landwirtschaft (interim)
  - Kielsen V: 10. April 2019 – 22. November 2019: Rohstoffe und Arbeitsmarkt
  - Egede II: 5. April 2022 – 25. September 2023: Wohnungswesen und Infrastruktur
  - Egede II: 25. September 2023 – 7. April 2025: Finanzen
- Marianne Jensen (* 1949), Siumut
  - Johansen I: 17. März 1991 – 19. Mai 1992: Kultur, Bildung, Kirche und Arbeitsmarkt
  - Johansen I: 19. Mai 1992 – 4. April 1995: Kultur, Bildung, Kirche und Forschung
  - Johansen II: 4. April 1995 – 19. September 1997: Gesundheit, Umwelt und Forschung
  - Motzfeldt VI: 19. September 1997 – 21. Februar 1999: Gesundheit, Umwelt und Forschung
- Nikkulaat Jeremiassen (* 1961), Siumut
  - Kielsen I: 23. Mai 2016 – 27. Oktober 2016: Fischerei, Jagd und Landwirtschaft
  - Kielsen IV: 5. Oktober 2018 – 9. April 2019: Fischerei, Jagd und Landwirtschaft
- Aqqalu Jerimiassen (* 1986), Atassut
  - Kielsen III: 15. Mai 2018 – 3. Oktober 2018: Erwerb und Energie
  - Kielsen III: 3. Oktober 2018 – 5. Oktober 2018: Erwerb, Energie und Äußeres (interim)
  - Kielsen IV: 5. Oktober 2018 – 9. April 2019: Erwerb und Energie
  - Kielsen IV: 5. November 2018 – 29. November 2019: Erwerb, Energie, Wohnungswesen und Infrastruktur (interim)
- Jørgen Wæver Johansen (* 1972), Siumut
  - Motzfeldt VII: 2. November 1999 – 24. September 2001: Soziales und Arbeitsmarkt
  - Motzfeldt VII: 24. September 2001– 7. Dezember 2001: Wohnungswesen und Infrastruktur
  - Motzfeldt VIII: 7. Dezember 2001 – 14. Dezember 2002: Wohnungswesen und Infrastruktur
  - Enoksen III: 13. September 2003 – 15. April 2005: Selvstyre, Rohstoffe und Justiz
  - Enoksen IV: 1. Dezember 2005 – 15. Januar 2007: Wohnungswesen, Infrastruktur und Rohstoffe
- Lars Emil Johansen (* 1946), Siumut
  - Motzfeldt I: 7. Mai 1979 – 2. Mai 1983: Wirtschaft
  - Motzfeldt II: 2. Mai 1983 – 17. Juni 1984: Fischerei, Handel und Industrie
  - Motzfeldt III: 17. Juni 1984 – 10. Februar 1986: Fischerei, Handel und Industrie
  - Johansen I: 17. März 1991 – 4. April 1995: Regierungschef
  - Johansen II: 4. April 1995 – 19. September 1997: Regierungschef
  - Enoksen V: 1. Mai 2007 – 30. Mai 2007: Finanzen und Äußeres

## K
- Finn Karlsen (* 1952), Atassut

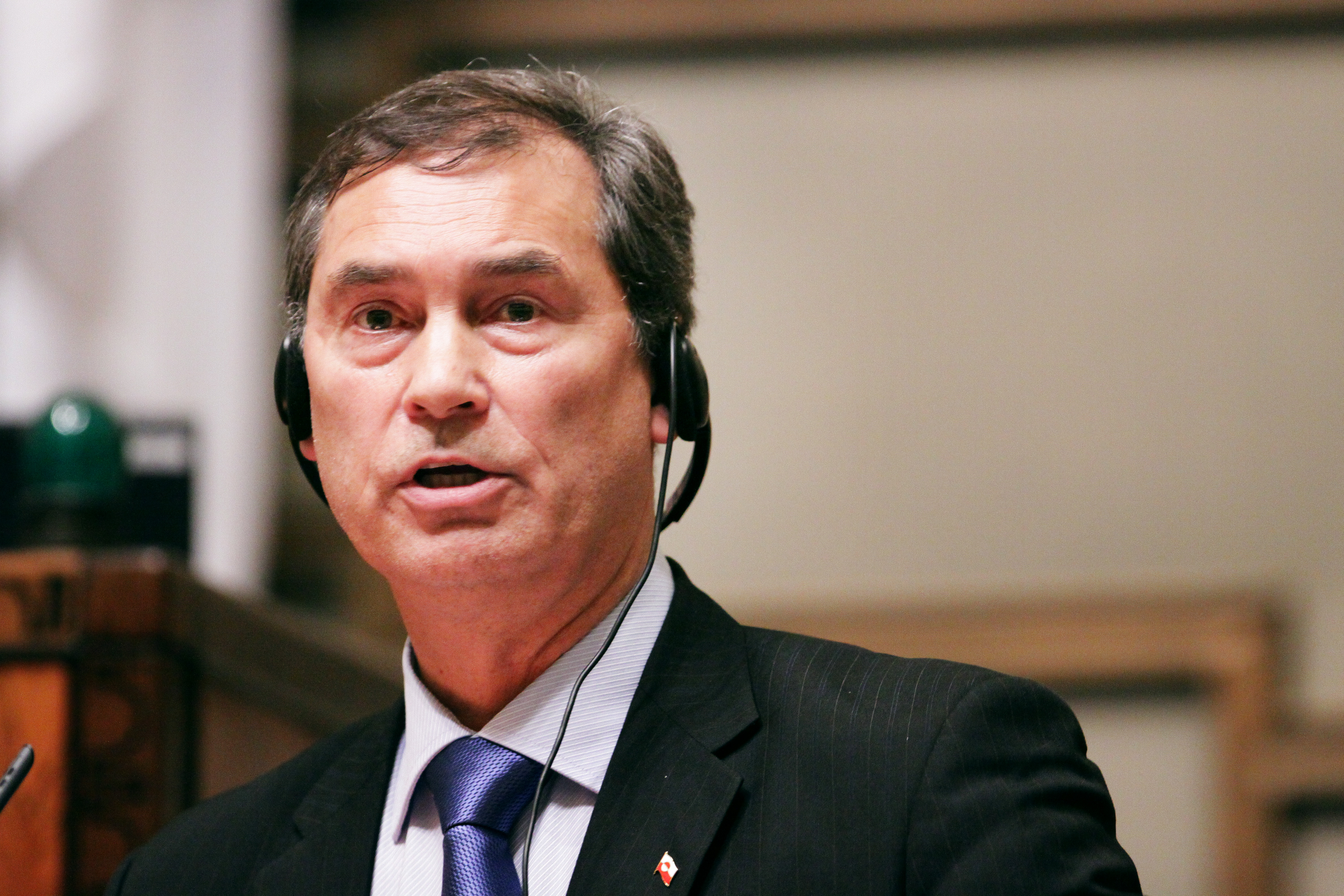
Finn Karlsen (2008)

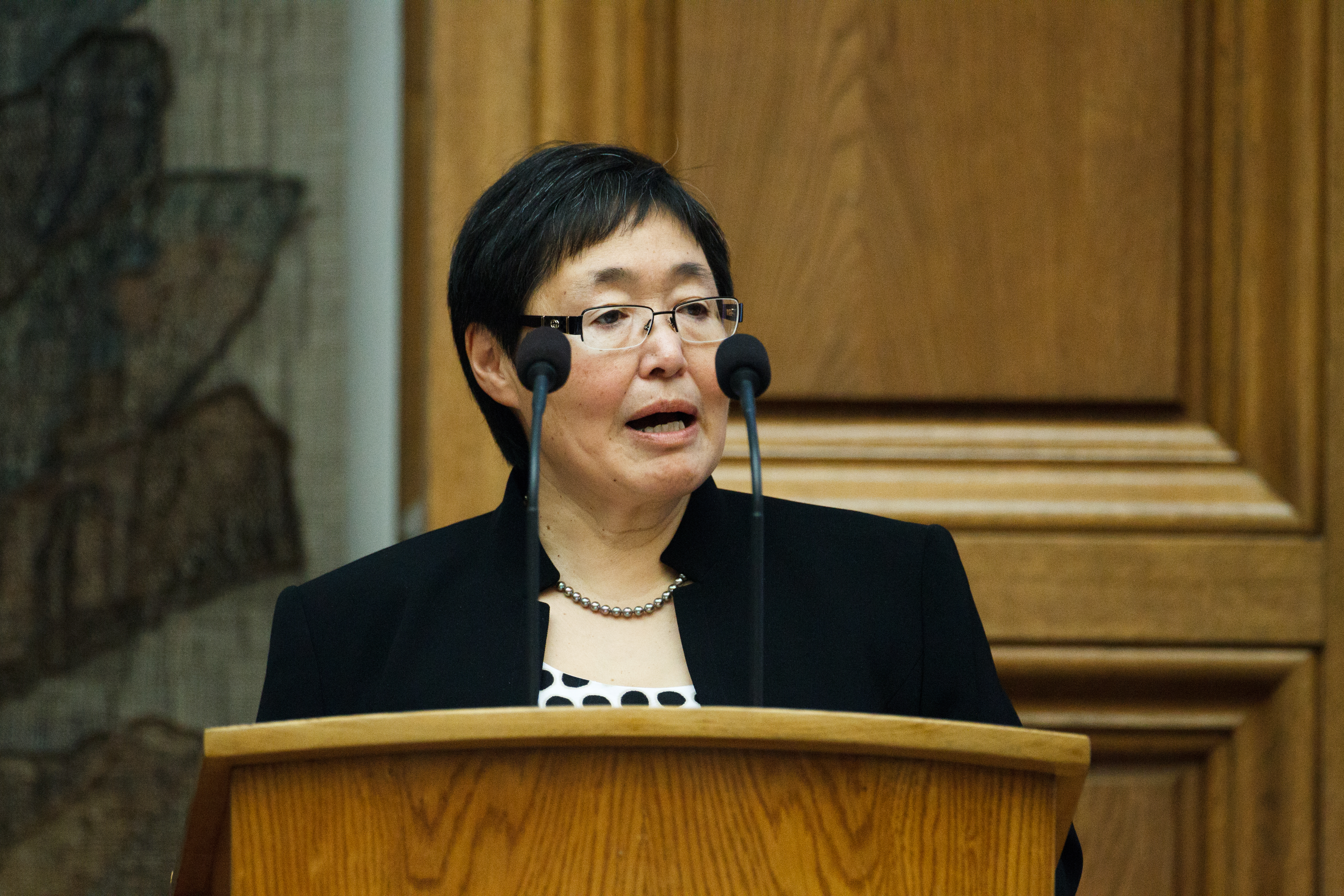
Mimi Karlsen (2011)

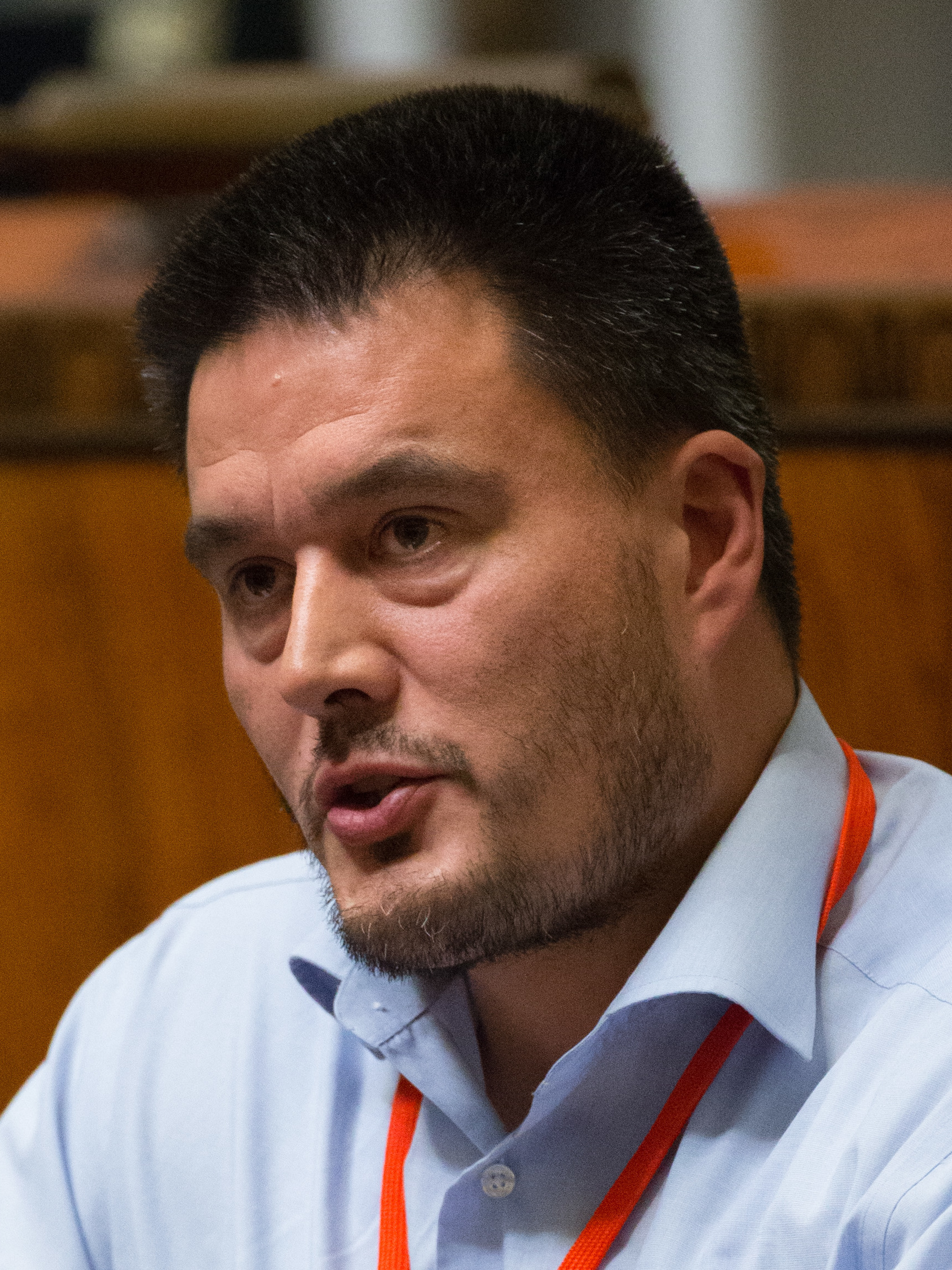
Kim Kielsen (2012)

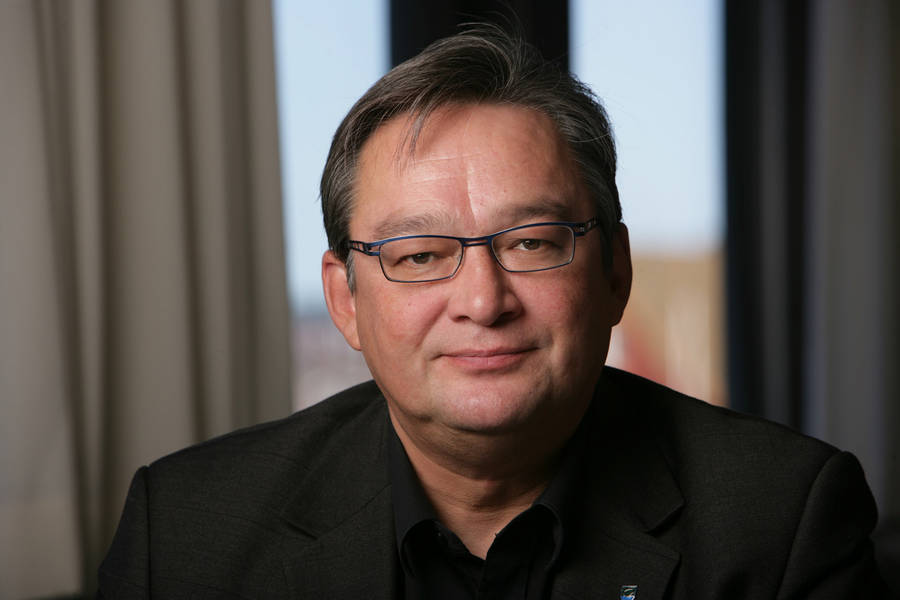
Kuupik Kleist (2008)

  - Enoksen II: 20. Januar 2003 – 13. September 2003: Erwerb und Rohstoffe
  - Enoksen IV: 1. Dezember 2005 – 15. November 2006: Fischerei und Jagd
  - Enoksen IV: 15. November 2006 – 1. Mai 2007: Fischerei, Jagd und Landwirtschaft
  - Enoksen V: 1. Mai 2007 – 12. Juni 2009: Fischerei, Jagd und Landwirtschaft
  - Hammond II: 27. Januar 2014 – 1. Oktober 2014: Fischerei, Jagd und Landwirtschaft
  - Kielsen (interim): 1. Oktober 2014 – 12. Dezember 2014: Fischerei, Jagd, Landwirtschaft, Erwerb, Rohstoffe und Arbeitsmarkt
- Mimi Karlsen (* 1957), Inuit Ataqatigiit
  - Kleist: 12. Juni 2009 – 11. März 2011: Kultur, Bildung, Forschung und Kirche
  - Kleist: 11. März 2011 – 5. April 2013: Soziales, Kultur, Kirche und Gleichberechtigung
  - Egede I: 23. April 2021 – 23. November 2021: Soziales und Arbeitsmarkt
  - Egede I: 27. August 2021 – 27. September 2021: Soziales, Arbeitsmarkt, Kinder, Jugendliche und Familie (interim)
  - Egede I: 23. November 2021 – 5. April 2022: Soziales, Arbeitsmarkt und Inneres
  - Egede II: 5. April 2022 – 5. Juni 2023: Kinder, Jugendliche, Familie und Gesundheit
  - Egede II: 5. Juni 2023 – 22. September 2023: Gesundheit
- Kim Kielsen (* 1966), Siumut
  - Enoksen IV: 9. März 2007 – 1. Mai 2007: Wohnungswesen, Infrastruktur, Rohstoffe
  - Enoksen V: 1. Mai 2007 – 12. Juni 2009: Wohnungswesen, Infrastruktur und Rohstoffe
  - Hammond II: 5. November 2013 – 27. Januar 2014: Umwelt und Natur
  - Hammond II: 27. Januar 2014 – 1. Oktober 2014: Umwelt, Natur und Nordische Angelegenheiten
  - Kielsen (interim): 1. Oktober 2014 – 12. Dezember 2014: Regierungschef und Äußeres, Umwelt, Natur, Nordische Angelegenheiten und Wohnungswesen
  - Kielsen I: 12. Dezember 2014 – 27. Oktober 2016: Regierungschef und Inneres
  - Kielsen II: 27. Oktober 2016 – 24. April 2017: Regierungschef
  - Kielsen II: 24. April 2017 – 15. Mai 2018: Regierungschef und Natur und Umwelt
  - Kielsen III: 15. Mai 2018 – 5. Oktober 2018: Regierungschef und Natur und Umwelt
  - Kielsen IV: 5. Oktober 2018 – 9. April 2019: Regierungschef
  - Kielsen V: 9. April 2019 – 10. April 2019: Regierungschef und Natur, Umwelt und Forschung (interim)
  - Kielsen V: 10. April 2019 – 29. Mai 2020: Regierungschef und Natur und Umwelt
  - Kielsen VI: 29. Mai 2020 – 8. Februar 2021: Regierungschef
  - Kielsen VI: 8. Februar 2021 – 23. April 2021: Regierungschef und Äußeres und Energie (interim)
  - Egede II: 25. September 2023 – 7. April 2025: Fischerei und Jagd
- Jens-Erik Kirkegaard (* 1975), Siumut
  - Hammond I: 5. April 2013 – 5. November 2013: Erwerb und Rohstoffe
  - Hammond II: 5. November 2013 – 27. Januar 2014: Erwerb und Rohstoffe
  - Hammond II: 27. Januar 2014 – 1. Oktober 2014: Erwerb, Rohstoffe und Arbeitsmarkt
- Kuupik Kleist (* 1958), Inuit Ataqatigiit
  - Johansen I: 17. März 1991 – 4. April 1995: Wohnungswesen und Technisches
  - Kleist: 12. Juni 2009 – 5. April 2013: Regierungschef
- Knud Kristiansen (* 1971), Atassut
  - Kielsen I: 12. Dezember 2014 – 27. Oktober 2016: Wohnungswesen, Bauwesen und Infrastruktur
- Karl-Kristian Kruse (* 1974), Siumut
  - Kielsen I: 12. Dezember 2014 – 23. Mai 2016: Fischerei, Jagd und Landwirtschaft
  - Kielsen II: 24. April 2017 – 15. Mai 2018: Fischerei und Jagd
  - Kielsen II: 31. August 2017 – 27. November 2017: Fischerei, Jagd, Unabhängigkeit, Äußeres und Landwirtschaft (interim)
- Mala Høy Kúko (* 1969), Atassut
  - Kielsen I: 12. Dezember 2014 – 23. Mai 2016: Natur, Umwelt und Justiz
  - Kielsen I: 23. Mai 2016 – 27. Oktober 2016: Natur und Umwelt

## L
- Lise Skifte Lennert (* 1948), Siumut

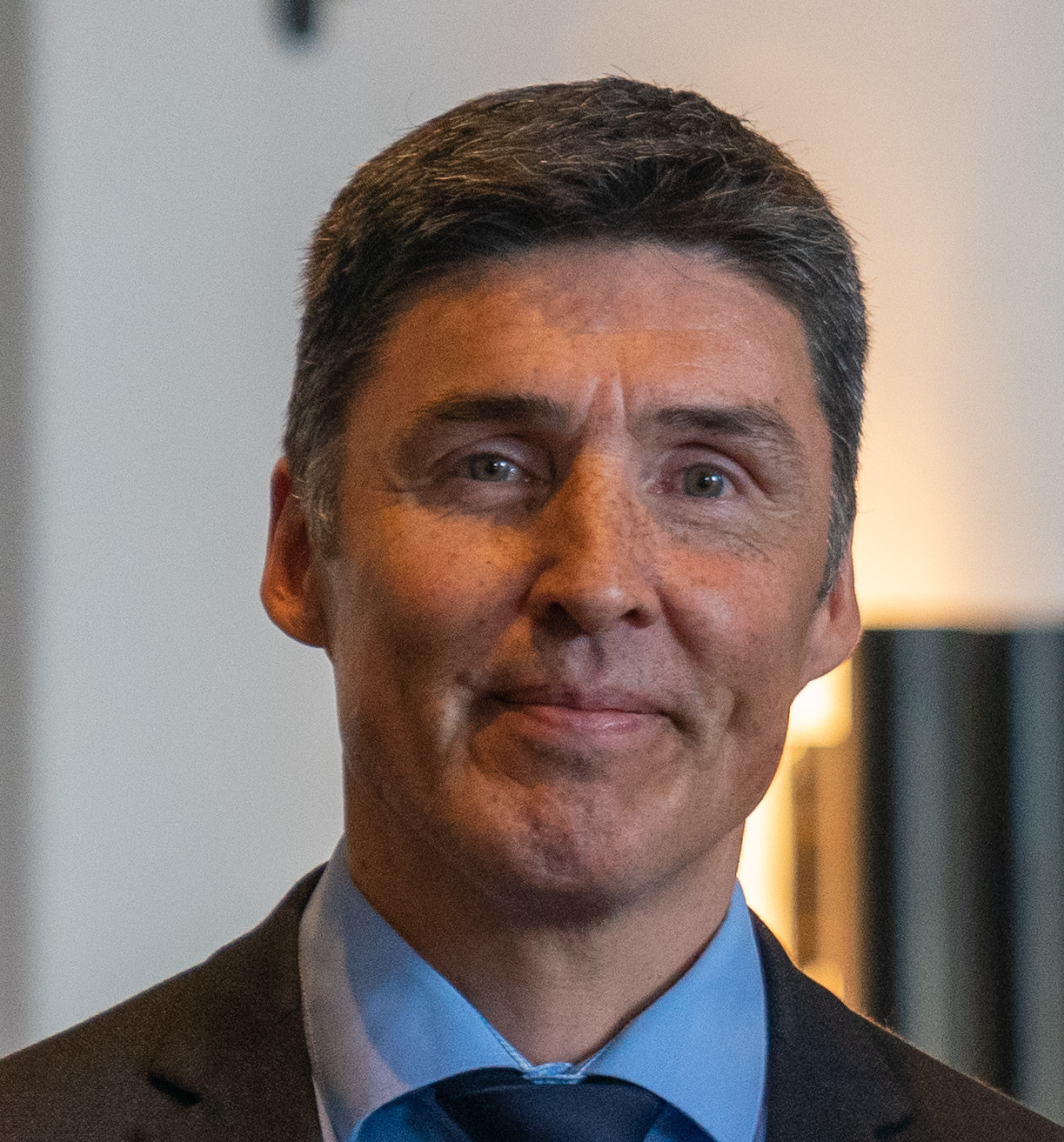
Steen Lynge (2020)

  - Motzfeldt VII: 21. Februar 1999 – 24. September 2001: Kultur, Bildung und Forschung
  - Motzfeldt VII: 24. September 2001 – 7. Dezember 2001: Kultur, Bildung, Forschung und Kirche
  - Motzfeldt VIII: 7. Dezember 2001 – 14. Dezember 2002: Kultur, Bildung, Kirche und Forschung
- Kalistat Lund (* 1959), Inuit Ataqatigiit
  - Egede I: 23. April 2021 – 5. April 2022: Landwirtschaft, Selbstversorgung, Energie und Umwelt
  - Egede II: 5. April 2022 – 7. April 2025: Landwirtschaft, Selbstversorgung, Energie und Umwelt
- Jens Lyberth (* 1952), Siumut
  - Motzfeldt IV: 9. Juni 1987 – 8. September 1987: Kirche, Kultur und Bildung
  - Motzfeldt IV: 8. September 1987 – 7. Juni 1988: Bildung und Arbeitsmarkt
  - Motzfeldt V: 7. Juni 1988 – 1. Februar 1991: Kultur, Bildung und Arbeitsmarkt
- Karl Lyberth (* 1959), Siumut
  - Hammond I: 5. April 2013 – 5. November 2013: Fischerei, Jagd und Landwirtschaft
  - Hammond II: 5. November 2013 – 6. Januar 2014: Fischerei, Jagd und Landwirtschaft
- Aqqaluk Lynge (* 1947), Inuit Ataqatigiit
  - Motzfeldt III: 17. Juni 1984 – 9. Juni 1987: Soziales und Wohnungswesen
  - Motzfeldt IV: 9. Juni 1987 – 8. September 1987: Soziales und Wohnungswesen
  - Motzfeldt IV: 8. September 1987 – 7. Juni 1988: Soziales, Gesundheit und GTO (Versorgung und Wohnungswesen)
- Miiti Lynge (* 19??), Partii Inuit
  - Hammond I: 5. April 2013 – 5. November 2013: Wohnungswesen, Umwelt und Natur
- Steen Lynge (* 1963), Atassut (bis 2017), Demokraatit (ab 2017)
  - Hammond I: 5. April 2013 – 5. November 2013: Gesundheit und Infrastruktur
  - Hammond II: 5. November 2013 – 1. Oktober 2014: Gesundheit und Infrastruktur
  - Kielsen VI: 29. Mai 2020 – 8. Februar 2021: Äußeres und Energie

## M
- Tommy Marø (* 1964), Siumut

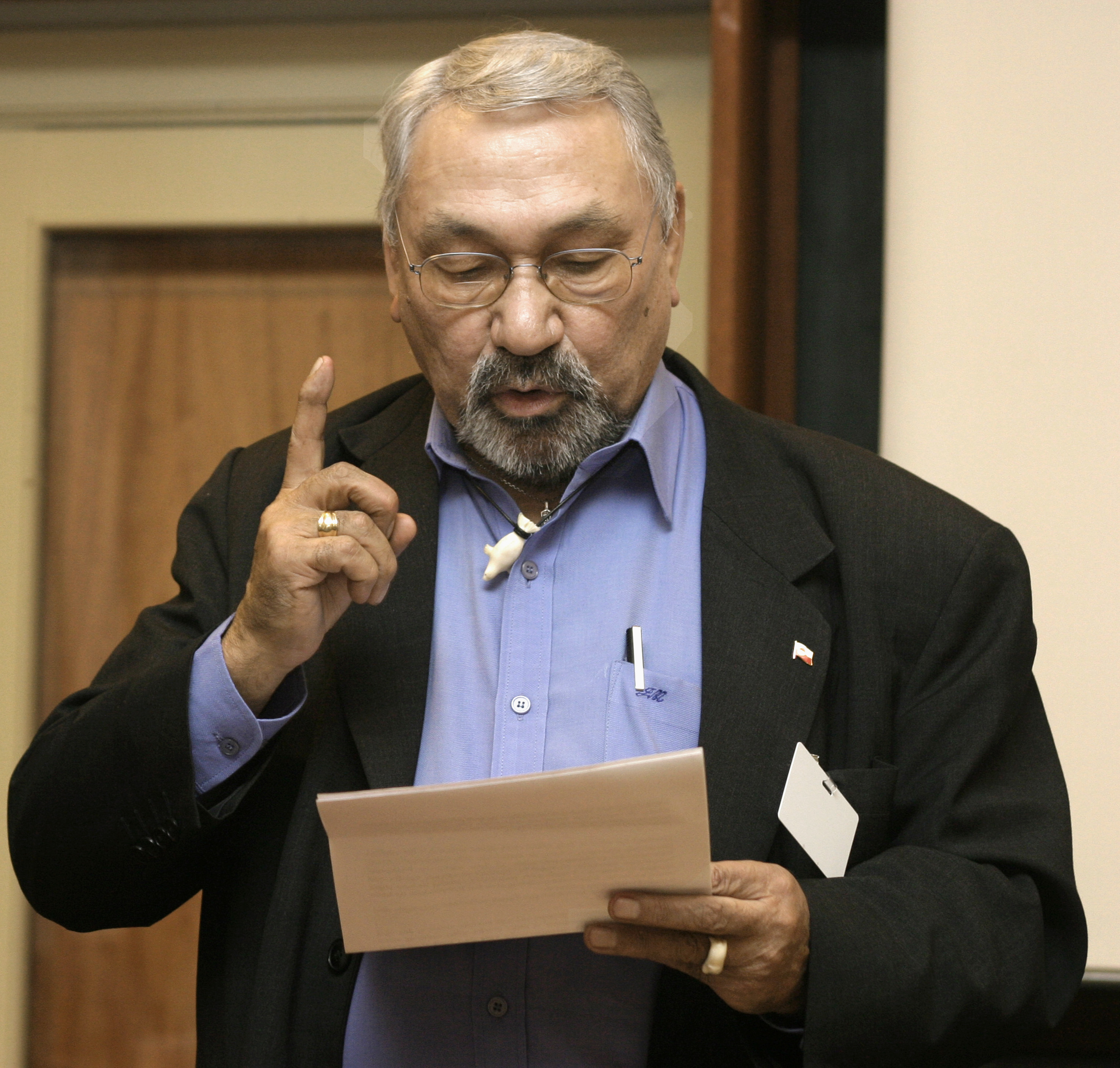
Jonathan Motzfeldt (2003)

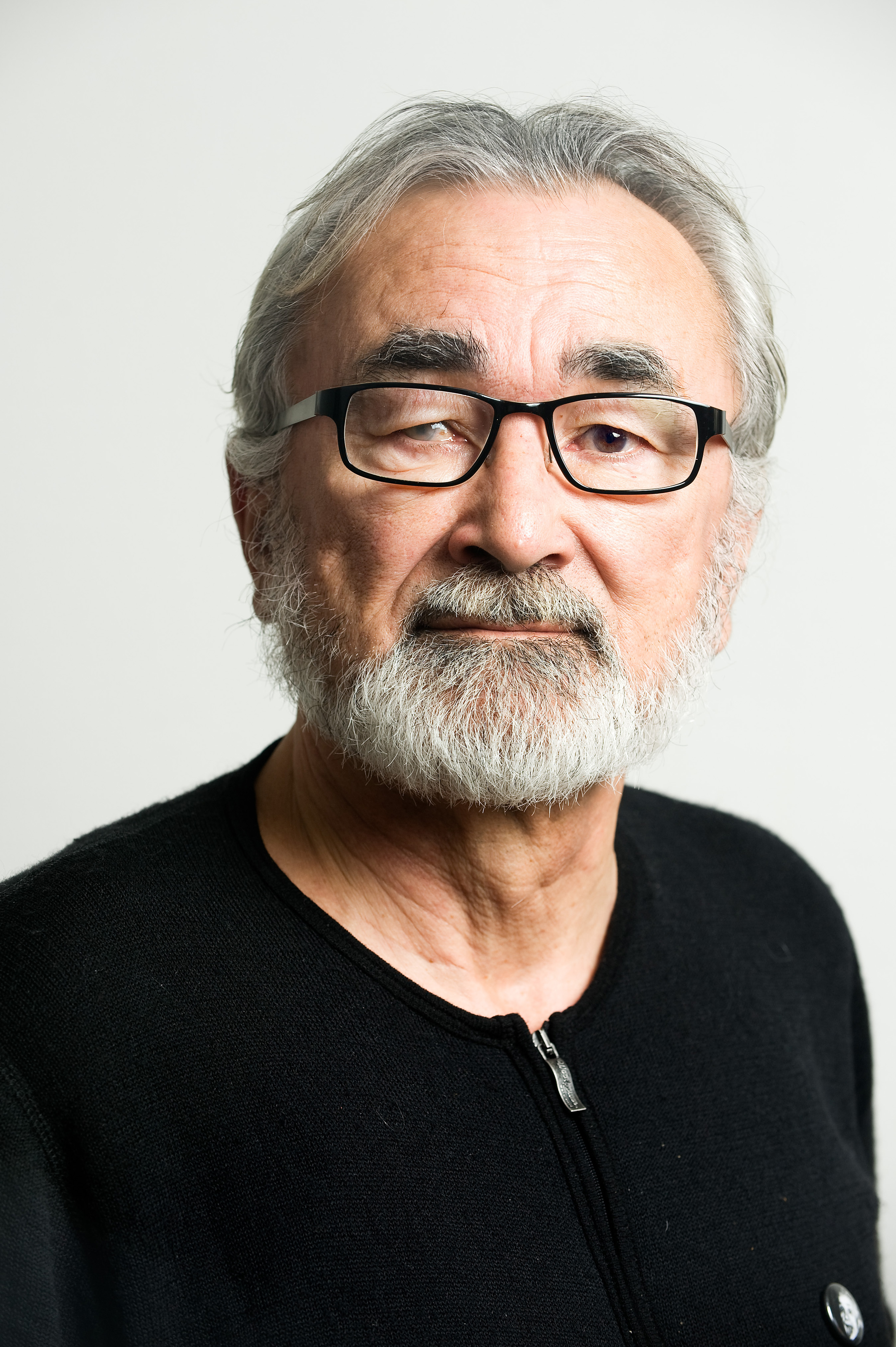
Josef Motzfeldt (2009)

  - Enoksen III: 15. April 2005 – 1. Dezember 2005: Familie und Justiz
  - Enoksen IV: 15. November 2006 – 1. Mai 2007: Kultur, Bildung, Forschung und Kirche
  - Enoksen V: 1. Mai 2007 – 18. Juni 2007: Kultur, Bildung, Forschung und Kirche
  - Enoksen V: 18. Juni 2007 – 12. Juni 2009: Kultur, Bildung, Forschung, Kirche und Familie
- Jonathan Motzfeldt (1938–2010), Siumut
  - Motzfeldt I: 7. Mai 1979 – 2. Mai 1983: Regierungschef
  - Motzfeldt II: 2. Mai 1983 – 17. Juni 1984: Regierungschef
  - Motzfeldt III: 17. Juni 1984 – 9. Juni 1987: Regierungschef
  - Motzfeldt IV: 9. Juni 1987 – 7. Juni 1988: Regierungschef
  - Motzfeldt V: 7. Juni 1988 – 1. Februar 1991: Regierungschef
  - Motzfeldt V: 1. Februar 1991 – 17. März 1991: Regierungschef und Kultur, Bildung und Arbeitsmarkt
  - Motzfeldt VI: 19. September 1997 – 21. Februar 1999: Regierungschef
  - Motzfeldt VII: 21. Februar 1999 – 24. September 2001: Regierungschef
  - Motzfeldt VII: 24. September 2001 – 7. Dezember 2001: Regierungschef und Erwerb
  - Motzfeldt VIII: 7. Dezember 2001 – 14. Dezember 2002: Regierungschef
- Josef Motzfeldt (* 1941), Inuit Ataqatigiit
  - Motzfeldt III: 17. Juni 1984 – 9. Juni 1987: Berufsbildung
  - Motzfeldt IV: 9. Juni 1987 – 8. September 1987: Handel und Berufsbildung
  - Motzfeldt IV: 8. September 1987 – 12. April 1988: Handel, Verkehr und Jugend
  - Motzfeldt VII: 21. Februar 1999 – 24. September 2001: Wirtschaft und Handel
  - Motzfeldt VII: 24. September 2001 – 7. Dezember 2001: Wirtschaft
  - Enoksen I: 14. Dezember 2002 – 20. Januar 2003: Finanzen und Äußeres
  - Enoksen III: 13. September 2003 – 1. Dezember 2005: Finanzen und Äußeres
  - Enoksen IV: 1. Dezember 2005 – 1. Mai 2007: Finanzen und Äußeres
- Vivian Motzfeldt (* 1972), Siumut
  - Kielsen III: 15. Mai 2018 – 3. Oktober 2018: Bildung, Kultur, Kirche und Äußeres
  - Egede II: 5. April 2022 – 25. September 2023: Äußeres, Erwerb und Handel
  - Egede II: 25. September 2023 – 7. April 2025: Selbstständigkeit und Äußeres
  - Nielsen: 7. April 2025 – : Äußeres und Forschung

## N
- Jens Napaattooq (* 1966), Siumut

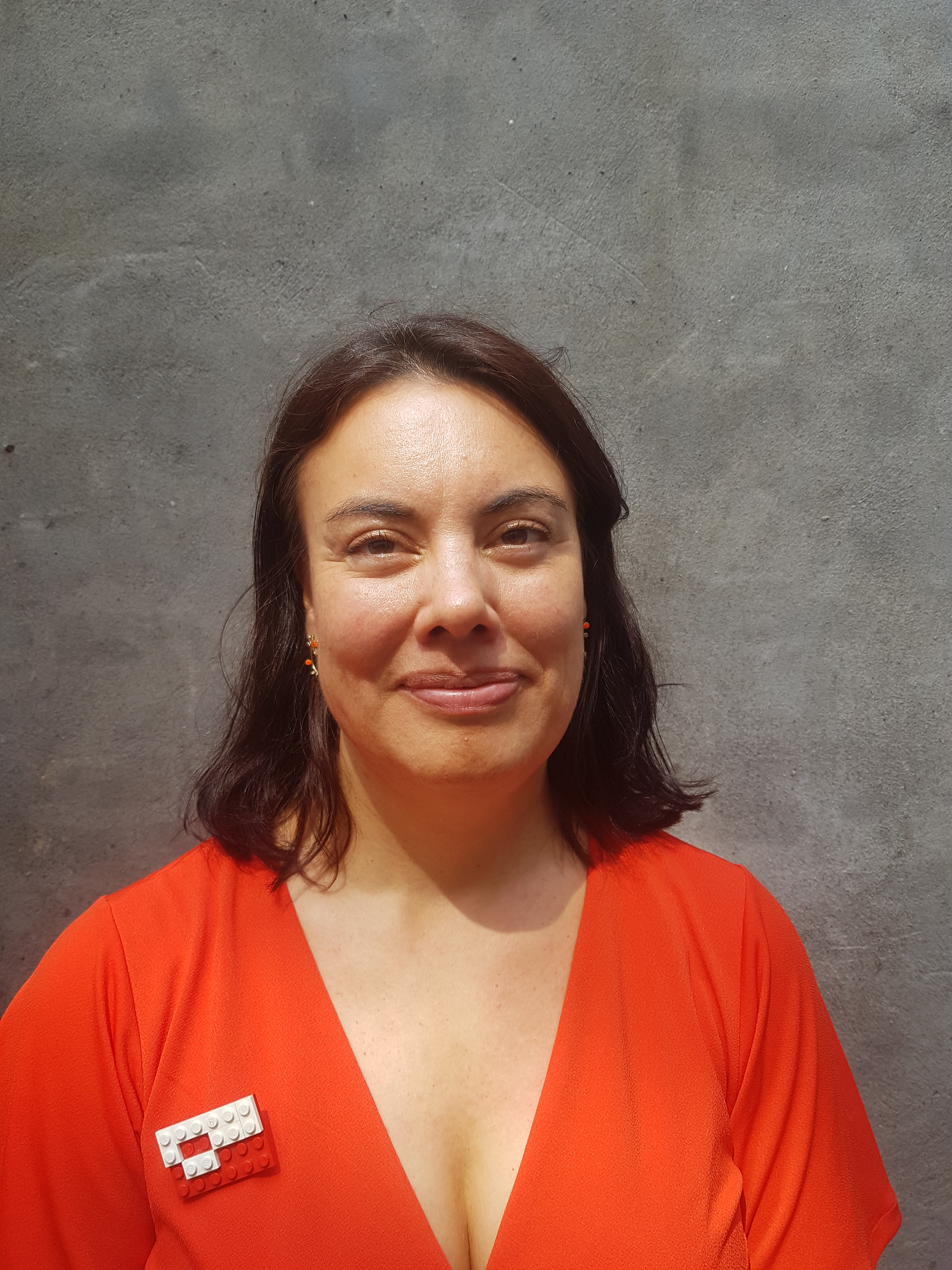
Naaja H. Nathanielsen (2023)

  - Enoksen III: 19. Januar 2004 – 26. Juni 2005: Wohnungswesen, Infrastruktur und Umwelt
- Asii Chemnitz Narup (* 1954), Inuit Ataqatigiit
  - Enoksen I: 14. Dezember 2002 – 20. Januar 2003: Familie und Gesundheit
  - Enoksen III: 13. September 2003 – 15. April 2005: Familie und Gesundheit
  - Enoksen III: 15. April 2005 – 1. Dezember 2005: Gesundheit
  - Enoksen IV: 1. Dezember 2005 – 15. November 2006: Gesundheit und Umwelt
  - Egede I: 23. April 2021 – 23. November 2021: Finanzen und Inneres
- Naaja H. Nathanielsen (* 1975), Inuit Ataqatigiit
  - Egede I: 23. April 2021 – 18. Juni 2021: Wohnungswesen, Infrastruktur, Rohstoffe und Gleichberechtigung
  - Egede I: 18. Juni 2021 – 23. November 2021: Wohnungswesen, Infrastruktur, Rohstoffe, Gleichberechtigung und Justiz (bis zum 6. August interim)
  - Egede I: 23. November 2021 – 5. April 2022: Finanzen, Gleichberechtigung, Rohstoffe und Justiz
  - Egede II: 5. April 2022 – 5. Juni 2023: Finanzen und Gleichberechtigung
  - Egede II: 5. Juni 2023 – 25. September 2023: Finanzen, Gleichberechtigung, Rohstoffe und Justiz
  - Egede II: 25. September 2023 – 7. April 2025: Erwerb, Handel, Rohstoffe, Justiz und Gleichberechtigung
  - Nielsen: 7. April 2025 – : Erwerb, Handel, Rohstoffe, Justiz und Gleichberechtigung
- Hendrik Nielsen (1942–2022), Siumut
  - Motzfeldt II: 2. Mai 1983 – 17. Juni 1984: Dörfer und Außendistrikte
  - Motzfeldt III: 17. Juni 1984 – 9. Juni 1987: Dörfer und Außendistrikte
- Jens Frederik Nielsen (* 1991), Demokraatit
  - Kielsen VI: 29. Mai 2020 – 8. Februar 2021: Erwerb und Rohstoffe
  - Nielsen: 7. April 2025 – : Regierungschef
- Nick Nielsen (* 1975), Siumut
  - Hammond I: 5. April 2013 – 5. November 2013: Bildung, Kirche, Kultur und Gleichberechtigung
  - Hammond II: 5. November 2013 – 1. Oktober 2014: Bildung, Kirche, Kultur und Gleichberechtigung

## O

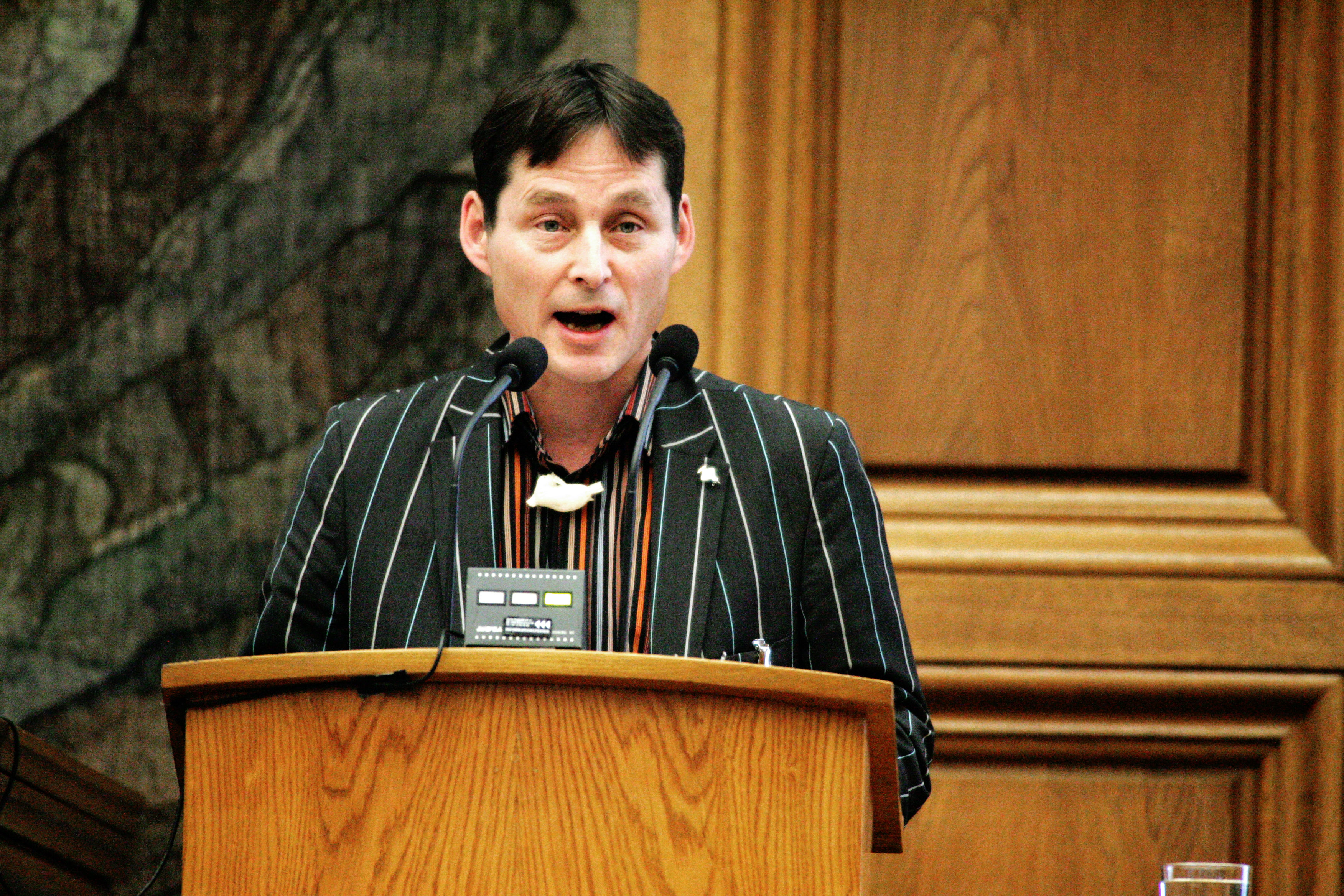
Johan Lund Olsen (2006)

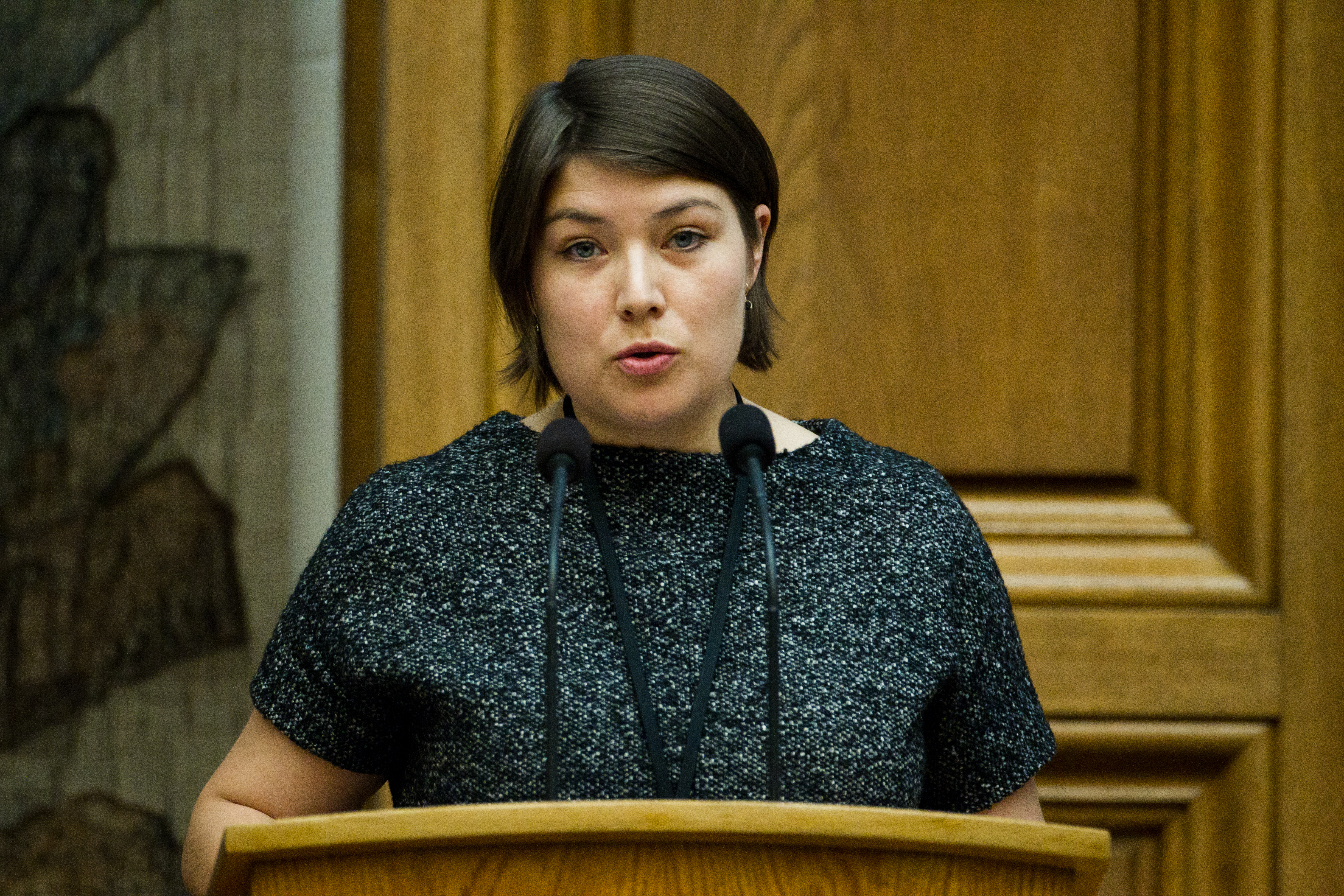
Sara Olsvig (2011)

- Johan Lund Olsen (* 1958), Inuit Ataqatigiit
  - Enoksen I: 14. Dezember 2002 – 20. Januar 2003: Infrastruktur, Umwelt und Wohnungswesen
  - Enoksen III: 13. September 2003 – 1. Dezember 2005: Erwerb, Landwirtschaft und Arbeitsmarkt
- Martha Lund Olsen (* 1961), Siumut
  - Hammond I: 5. April 2013 – 5. November 2013: Familie und Justiz
  - Hammond II: 5. November 2013 – 1. Oktober 2014: Familie und Justiz
  - Kielsen (interim): 1. Oktober 2014 – 12. Dezember 2014: Familie, Justiz, Gesundheit, Bildung, Kirche, Kultur und Gleichberechtigung
  - Kielsen I: 12. Dezember 2014 – 23. Mai 2016: Familie, Gleichberechtigung und Soziales
  - Kielsen I: 23. Mai 2016 – 27. Oktober 2016: Familie, Gleichberechtigung, Soziales und Justiz
  - Kielsen II: 27. Oktober 2016 – 27. Januar 2017: Kommunen, Dörfer, Infrastruktur und Wohnungswesen
- Moses Olsen (1938–2008), Siumut
  - Motzfeldt I: 7. Mai 1979 – 2. Mai 1983: Soziales
  - Motzfeldt II: 2. Mai 1983 – 17. Juni 1984: Wirtschaft, Finanzen und Wohnungswesen
  - Motzfeldt III: 17. Juni 1984 – 10. Februar 1986: Wirtschaft
  - Motzfeldt III: 10. Februar 1986 – 9. Juni 1987: Fischerei und Industrie
  - Motzfeldt IV: 9. Juni 1987 – 7. Juni 1988: Fischerei und Industrie
  - Motzfeldt V: 7. Juni 1988 – 17. März 1991: Soziales und Wohnungswesen
- Nivi Olsen (* 1985), Demokraatit
  - Kielsen I: 12. Dezember 2014 – 3. November 2015: Kultur, Bildung und Kirche
  - Kielsen I: 3. November 2015 – 27. Oktober 2016: Bildung, Kultur, Forschung und Kirche
  - Nielsen: 7. April 2025 – : Bildung, Kultur, Sport und Kirche
- Ove Rosing Olsen (* 1950), Siumut
  - Johansen I: 17. März 1991 – 4. April 1995: Gesundheit und Umwelt
- Paneeraq Olsen (* 1958), Naleraq
  - Egede I: 27. September 2021 – 5. April 2022: Kinder, Jugendliche und Familie
- Peter Olsen (* 1961), Inuit Ataqatigiit
  - Egede I: 23. April 2021 – 5. April 2022: Bildung, Kultur, Sport und Kirche
  - Egede II: 5. April 2022 – 30. Mai 2023: Bildung, Kultur, Sport und Kirche
- Simon Olsen (1938–2013), Siumut
  - Motzfeldt VII: 21. Februar 1999 – 24. September 2001: Erwerb
  - Enoksen I: 14. Dezember 2002 – 20. Januar 2003: Fischerei, Jagd und Landwirtschaft
  - Enoksen II: 20. Januar 2003 – 13. September 2003: Fischerei, Jagd und Landwirtschaft
  - Enoksen III: 13. September 2003 – 9. November 2004: Fischerei und Jagd
- Sara Olsvig (* 1978), Inuit Ataqatigiit
  - Kielsen II: 27. Oktober 2016 – 15. Mai 2018: Familie, Gleichberechtigung, Soziales und Justiz
- Bentiaraq Ottosen (* 1994), Atassut
  - Nielsen: 7. April 2025 – : Soziales, Inneres und Arbeitsmarkt

## P
- Mariane Paviasen (* 1969), Inuit Ataqatigiit
  - Egede I: 23. November 2021 – 5. April 2022: Wohnungswesen und Infrastruktur
- Maasi Pedersen (* 19??), Inuit Ataqatigiit
  - Nielsen: 7. April 2025 – : Kinder, Jugendliche und Familie
- Mikael Petersen (* 1956), Siumut
  - Motzfeldt VI: 19. September 1997 – 21. Februar 1999: Soziales und Arbeitsmarkt
  - Motzfeldt VII: 21. Februar 1999 – 2. November 1999: Soziales und Arbeitsmarkt
  - Enoksen I: 14. Dezember 2002 – 20. Januar 2003: Erwerb und Rohstoffe
  - Enoksen II: 20. Januar 2003 – 13. September 2003: Umwelt und Wohnungswesen
  - Enoksen III: 13. September 2003 – 15. Dezember 2003: Wohnungswesen, Infrastruktur, Umwelt
- Naja Petersen (* 1968), Atassut
  - Enoksen V: 7. November 2008 – 12. Juni 2009: Gesundheit und Umwelt
- Johanne Petrussen (1950–2023), Inuit Ataqatigiit
  - Motzfeldt IV: 12. April 1988 – 7. Juni 1988: Handel, Verkehr und Jugend
- Hans Peter Poulsen (* 19??), Siumut
  - Egede II: 25. September 2023 – 7. April 2025: Wohnungswesen und Infrastruktur

## Q

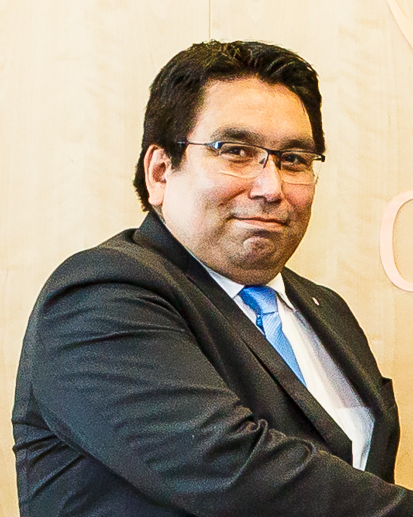
Vittus Qujaukitsoq (2016)

- Vittus Qujaukitsoq (* 1971), Siumut (bis 2017), Nunatta Qitornai (ab 2018)
  - Hammond I: 5. April 2013 – 5. November 2013: Finanzen und Inneres
  - Hammond II: 5. November 2013 – 1. Oktober 2014: Finanzen und Inneres
  - Kielsen (interim): 1. Oktober 2014 – 12. Dezember 2014: Finanzen, Inneres und Infrastruktur
  - Kielsen I: 12. Dezember 2014 – 3. November 2015: Äußeres, Erwerb, Arbeitsmarkt und Handel
  - Kielsen I: 3. November 2015 – 2. Februar 2016: Finanzen, Rohstoffe und Äußeres (interim)
  - Kielsen I: 2. Februar 2016 – 27. Oktober 2016: Äußeres, Erwerb, Arbeitsmarkt und Handel
  - Kielsen II: 27. Oktober 2016 – 24. April 2017: Erwerb, Arbeitsmarkt, Handel, Energie und Äußeres
  - Kielsen III: 15. Mai 2018 – 10. September 2018: Rohstoffe, Arbeitsmarkt, Inneres und Nordische Zusammenarbeit
  - Kielsen III: 10. September 2018 – 5. Oktober 2018: Rohstoffe, Arbeitsmarkt, Inneres, Nordische Zusammenarbeit und Finanzen (interim)
  - Kielsen IV: 5. Oktober 2018 – 9. April 2019: Finanzen und Nordische Zusammenarbeit
  - Kielsen V: 9. April 2019 – 22. November 2019: Finanzen und Nordische Zusammenarbeit
  - Kielsen V: 22. November 2019 – 29. Mai 2020: Finanzen und Rohstoffe
  - Kielsen VI: 29. Mai 2020 – 8. Februar 2021: Finanzen
  - Kielsen VI: 8. Februar 2021 – 23. April 2021: Finanzen, Erwerb und Rohstoffe (interim)

## R

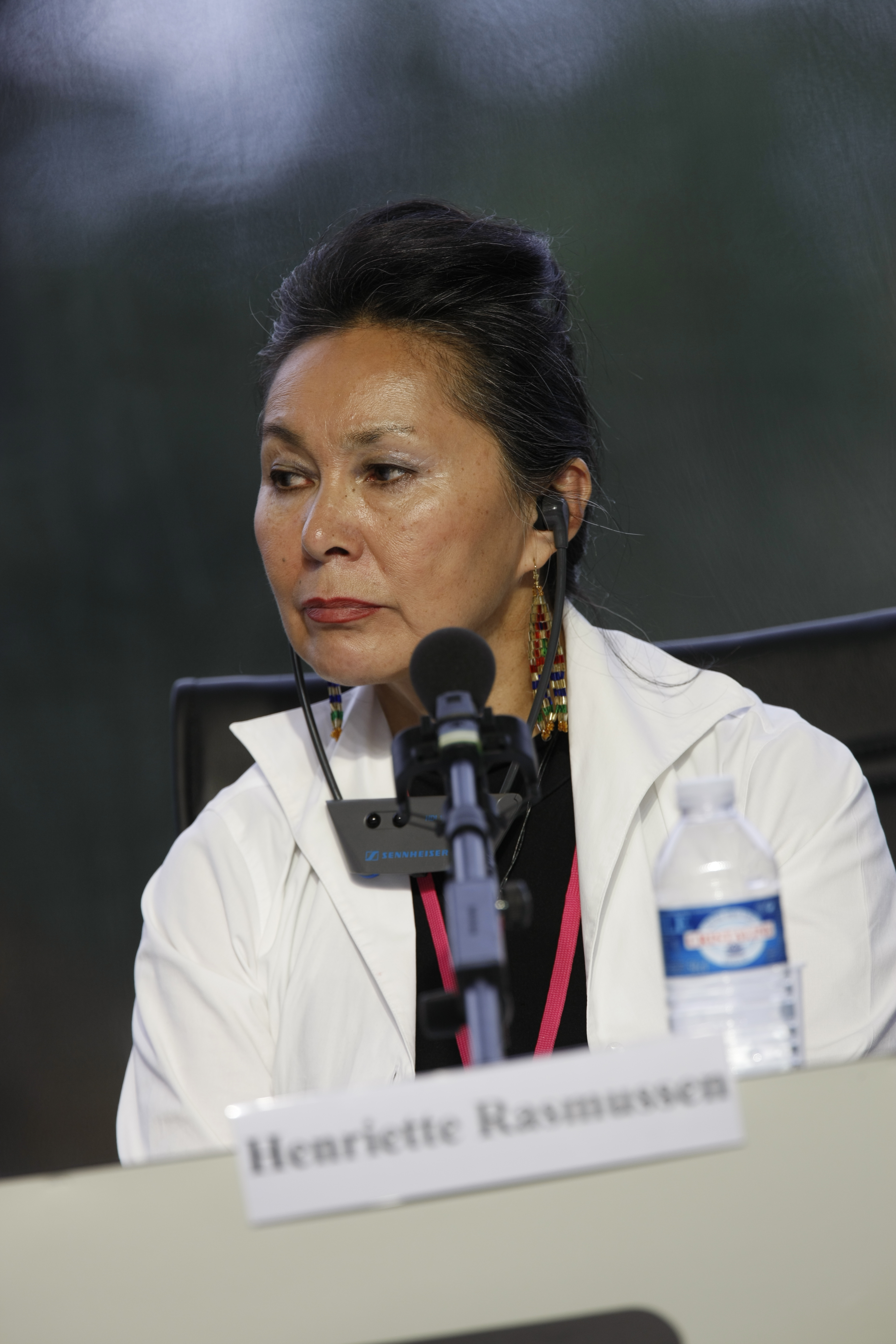
Henriette Rasmussen (2009)

- Henriette Rasmussen (1950–2017), Inuit Ataqatigiit
  - Johansen I: 17. März 1991 – 4. April 1995: Soziales
  - Enoksen III: 13. September 2003 – 1. Dezember 2005: Kultur, Bildung, Forschung und Kirche
- Hans Pavia Rosing (1948–2018), Siumut
  - Motzfeldt III: 10. Februar 1986 – 9. Juni 1987: Wirtschaft
  - Motzfeldt IV: 9. Juni 1987 – 8. September 1987: Wirtschaft

## S
- Augusta Salling (* 1954), Atassut

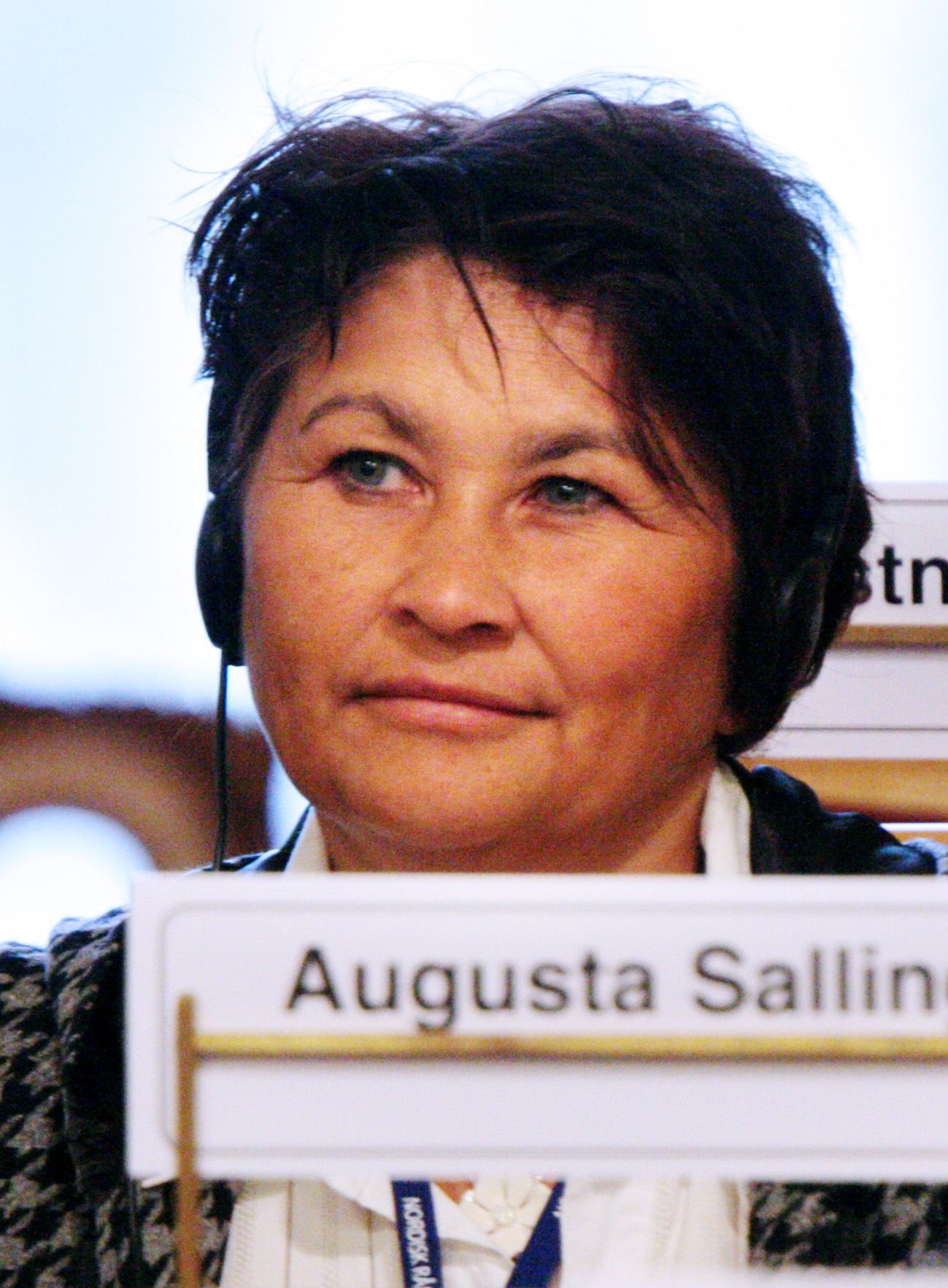
Augusta Salling (2007)

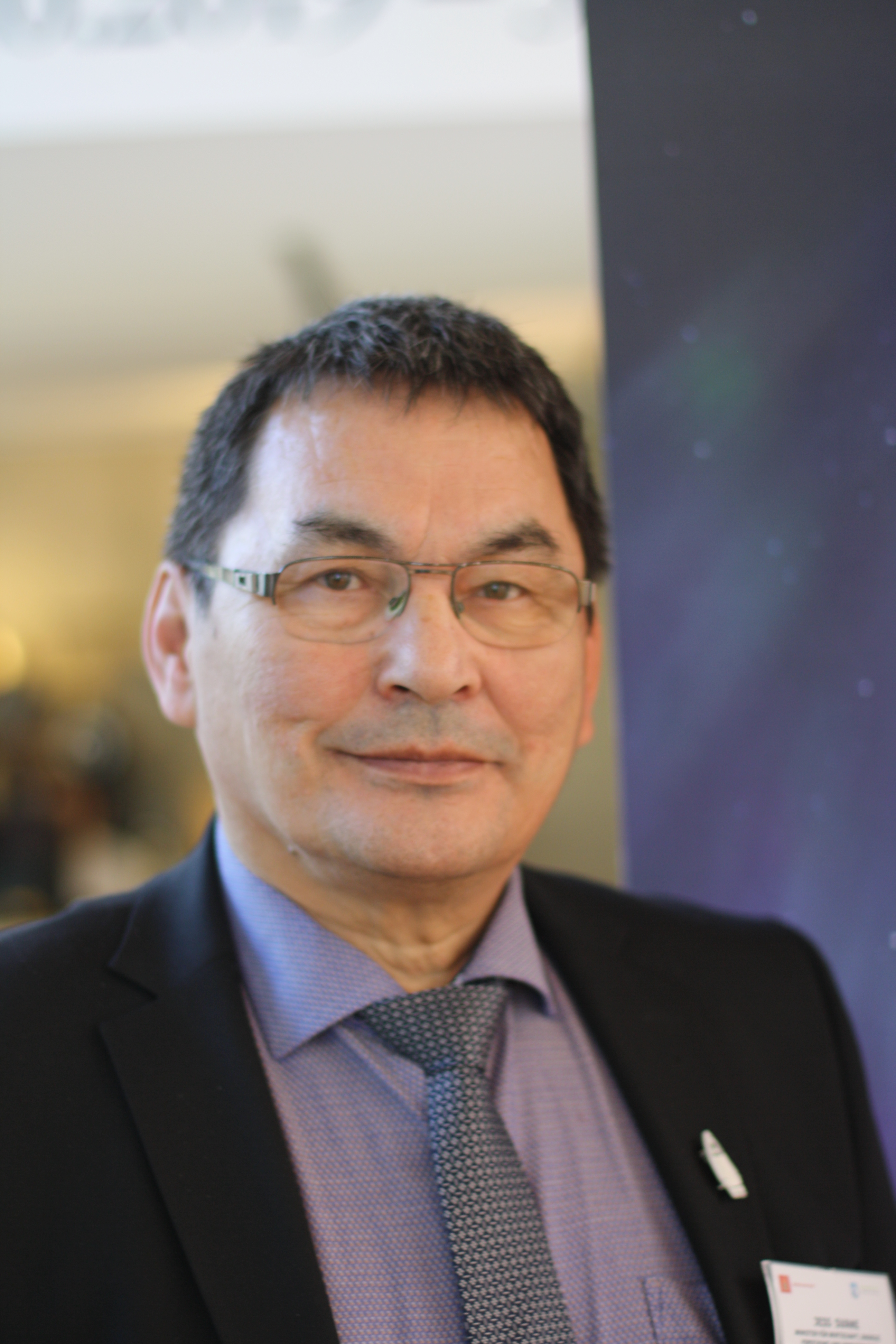
Jess Svane (2020)

  - Motzfeldt VIII: 7. Dezember 2001 – 14. Dezember 2002: Wirtschaft
  - Enoksen II: 20. Januar 2003 – 13. September 2003: Finanzen
- Peter Grønvold Samuelsen (* 1960), Siumut
  - Johansen II: 4. April 1995 – 19. September 1997: Erwerb, Verkehr und Versorgung
  - Motzfeldt VI: 19. September 1997 – 21. Februar 1999: Tourismus, Verkehr, Handel und Kommunikation
- Simon Simonsen (* 1961), Siumut
  - Kielsen III: 15. Mai 2018 – 5. Oktober 2018: Wohnungswesen und Infrastruktur
  - Kielsen IV: 5. Oktober 2018 – 29. November 2019: Wohnungswesen und Infrastruktur
- Daniel Skifte (1936–2020), Atassut
  - Johansen II: 4. April 1995 – 19. September 1997: Wirtschaft und Wohnungswesen
  - Motzfeldt VI: 19. September 1997 – 21. Februar 1999: Wirtschaft und Wohnungswesen
- Konrad Steenholdt (* 1942), Atassut
  - Johansen II: 4. April 1995 – 19. September 1997: Kultur, Bildung und Kirche
  - Motzfeldt VI: 19. September 1997 – 21. Februar 1999: Kultur, Bildung und Kirche
- Jess Svane (* 1959), Siumut
  - Kielsen V: 10. April 2019 – 22. November 2019: Erwerb, Energie und Forschung
  - Kielsen V: 22. November 2019 – 29. Mai 2020: Erwerb, Energie, Forschung und Arbeitsmarkt
  - Kielsen VI: 29. Mai 2020 – 23. April 2021: Arbeitsmarkt, Forschung und Umwelt
  - Egede II: 5. April 2022 – 25. September 2023: Soziales, Inneres und Arbeitsmarkt
  - Egede II: 25. September 2023 – 7. April 2025: Arbeitsmarkt, Familie, Soziales und Inneres

## T
- Benedikte Thorsteinsson (* 1950), Siumut
  - Johansen II: 4. April 1995 – 19. September 1997: Soziales und Arbeitsmarkt
- Karl Tobiassen (* 1964), Siumut
  - Egede II: 5. April 2022 – 22. September 2023: Fischerei und Jagd

## U
- Anda Uldum (* 1979), Demokraatit
  - Kielsen I: 12. Dezember 2014 – 3. November 2015: Finanzen und Rohstoffe
- Steffen Ulrich-Lynge (* 1956), Siumut
  - Motzfeldt VII: 21. Februar 1999 – 24. September 2001: Wohnungswesen und Infrastruktur

## W
- Anna Wangenheim (* 1982), Demokraatit
  - Kielsen VI: 29. Mai 2020 – 8. Februar 2021: Gesundheit
  - Nielsen: 7. April 2025 – : Gesundheit und Behinderte